# Liste des monuments aux morts en Ardèche
De 1920 à 1925, il se construit en moyenne 16 monuments par jour dans tout le pays, soldats, victoires, stèles ou simples plaques apposées dans les églises. Dans le département de l'Ardèche chaque commune a son monument s'incluant dans une catégorie de forme, statuaire et ornements que nous retrouvons sur l'ensemble des monuments français.

## Formes
Le monument le plus répandu dans l'Ardèche est l'obélisque que l'on nomme aussi pyramide. Cette forme venue d'Égypte est chargée de symbole. C'est sur une pierre levée que le soleil se serait posé au premier matin du monde. La forme allongée de l'obélisque, phallique, invite à y voir un symbole de fertilité, mais sa verticalité représente aussi l'essor de l'âme vers le ciel après la mort. C'est pourquoi l'obélisque a été très utilisé dans l'art funéraire. Mais il faut bien comprendre, qu'après la guerre, c'est surtout son prix modique qui l'a fait choisir par la plupart des communes.

## Statuaire
Les formes de base que sont l'obélisque, la stèle, la colonne, se combinent à d'autres éléments figuratifs, réalistes ou allégoriques : bustes ou statues de soldats.

## Épigraphie
La dédicace qu'on peut lire sur les monuments aux morts, comme les ornements qui y sont apposés mettent en évidence la destination du monument et sa signification.
"La commune de...à ses glorieux enfants morts pour la France", telle est la formule officielle, consacrée, avec ses variantes "À la mémoire des enfants de...morts pour la France" ou "À ses enfants (ou à ses fils) la commune reconnaissante".
La référence à la Patrie apparaît dans des formules comme : "La commune de...à ses glorieux enfants morts pour la Patrie".

## Ornements militaires
En symboles militaires, la croix de guerre orne la plupart des monuments. Drapeaux, épées, casques, fusils sont des motifs récurrents. Les monuments les plus simples s'ornent également de profils de soldats gravés dans la pierre ou en métal apposés sur le fût. Autour du monument peuvent se dresser des obus.

## Symboles
Les éléments végétaux qui figurent sur les monuments sont, eux aussi, chargés de sens :
- La couronne de laurier récompense les vainqueurs.
- L'olivier est le signe de paix.
- La palme signifie la victoire et la récompense.
- Le chêne  est signe de force et de vie.
- La flamme de pierre immortalise le souvenir.

## Signes de la victoire
Le coq est un emblème très ancien. Il est devenu celui de la France sans doute par assimilation de gallus, le coq en latin et de Gallus, gaulois. Sur les monuments aux morts, il symbolise la pugnacité du combattant et, bec ouvert, il fait résonner le chant de la victoire. Crête arrogante, ailes serrées ou déployées, il se dresse avec fierté, crispant ses ergots sur une sphère ou sur un casque.
Le Poilu qui personnifie le soldat inconnu, est un emblème patriotique et victorieux. Largement représenté, il est réaliste par la précision des détails de ses vêtements et de son équipement : la capote retroussée sur les côtés, les jambières, le casque, la gourde, les musettes et autres sont minutieusement représentées. Idéalisé par son attitude et son expression, il figure le soldat prêt à tout pour sauver son pays.

## Liste des monuments aux morts

### Monuments surmontés d'un coq

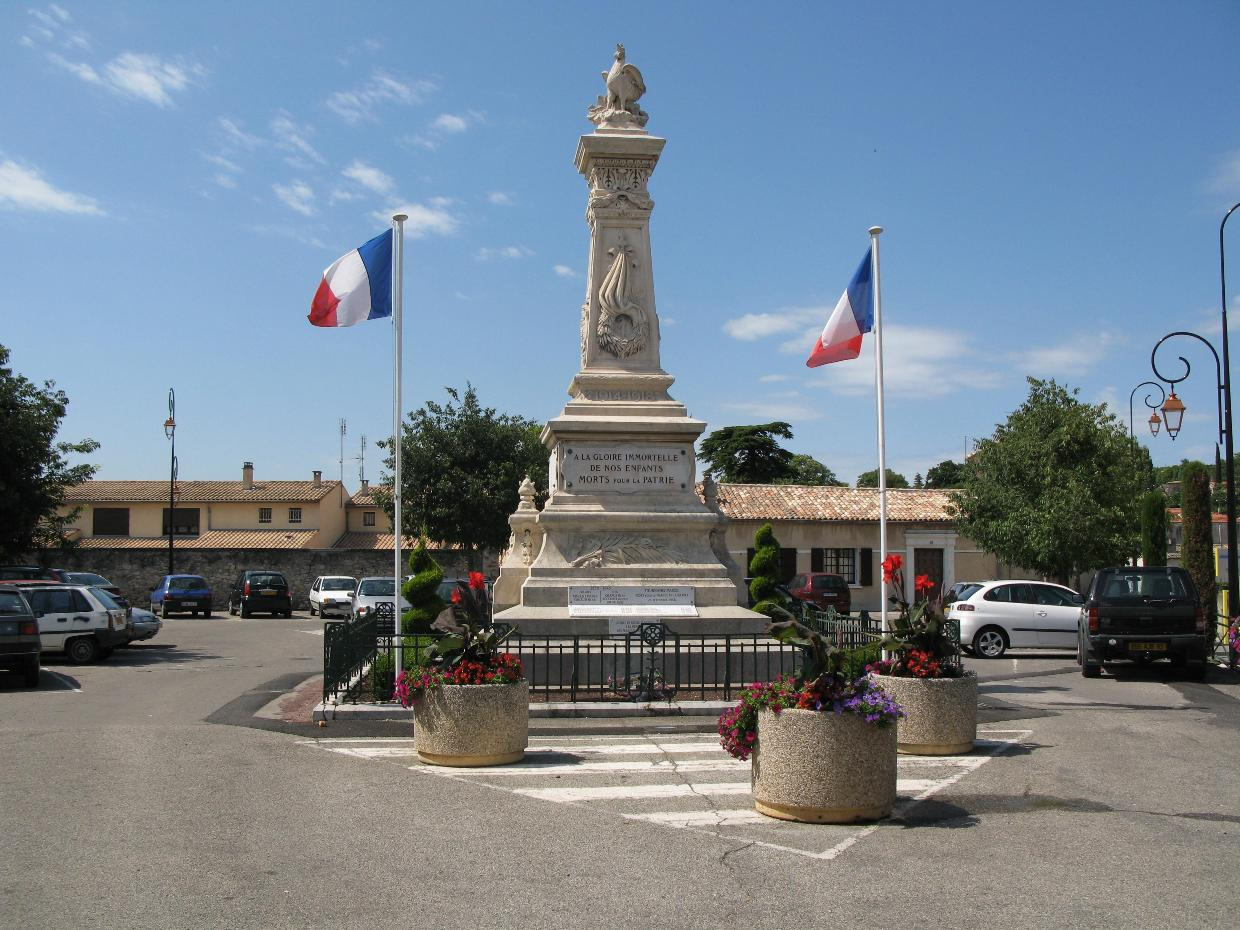
Bourg-Saint-Andéol
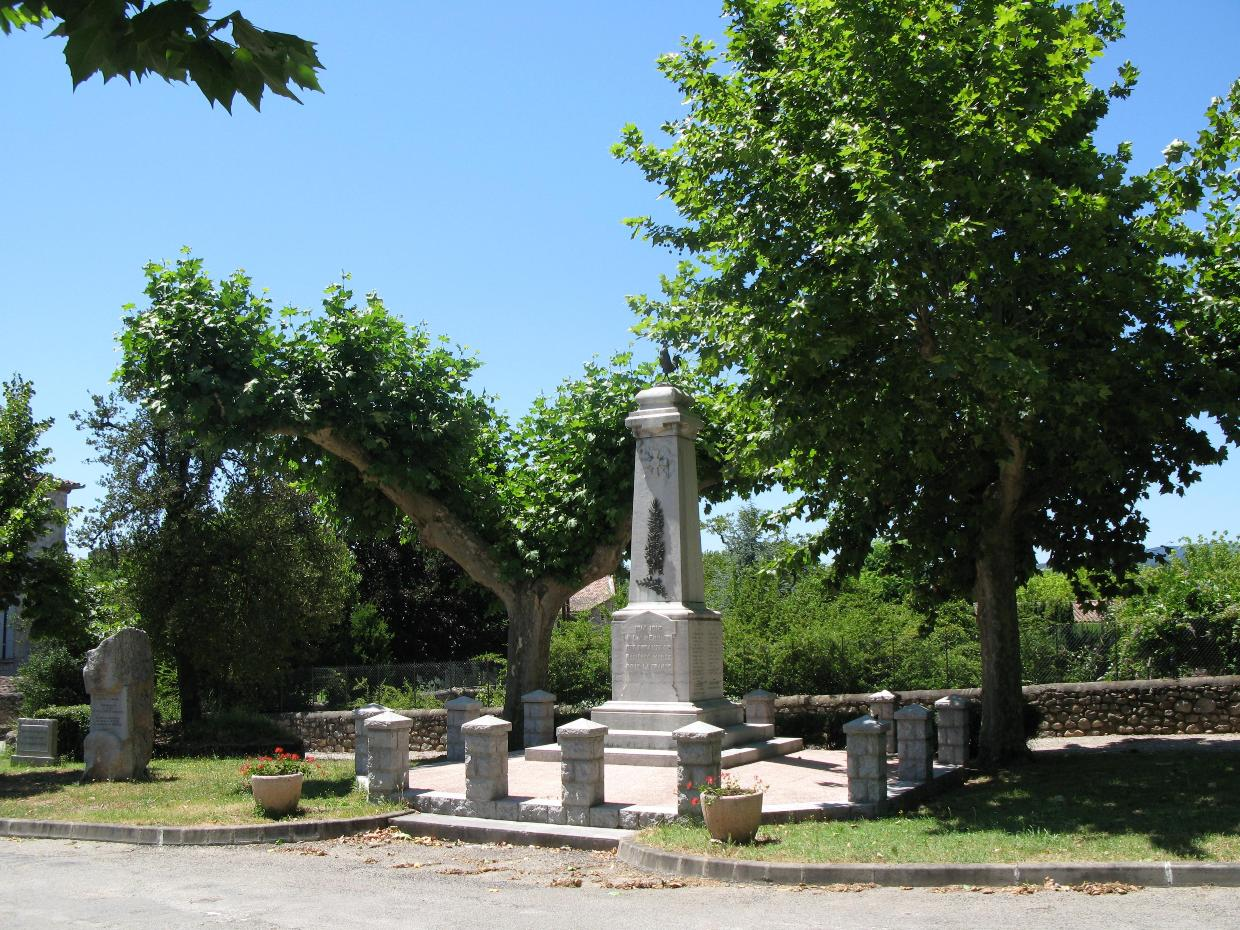
Rosières
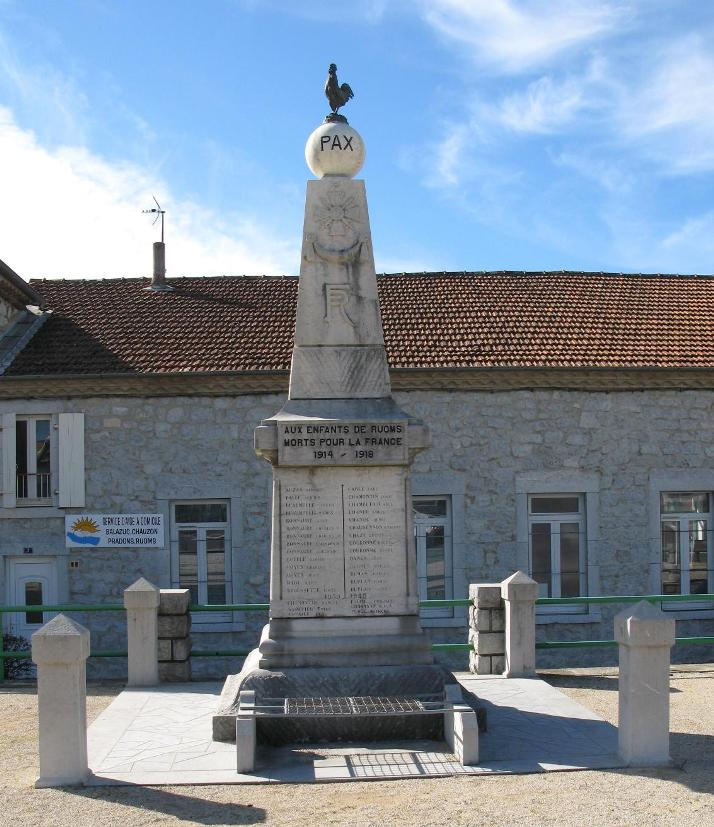
Ruoms

### Monuments surmontés d'une croix latine
La croix latine elle est le symbole de l'Église. Or la loi du 9 décembre 1905, dans son article 28, "interdit d'apposer un signe ou emblème religieux sur les monuments publics... à l'exception... des terrains de sépulture dans les cimetières, des monuments funéraires...". Le Monument aux morts de Saint-André-Lachamp, par exemple, était peut-être dans un terrain de sépulture en 1925.

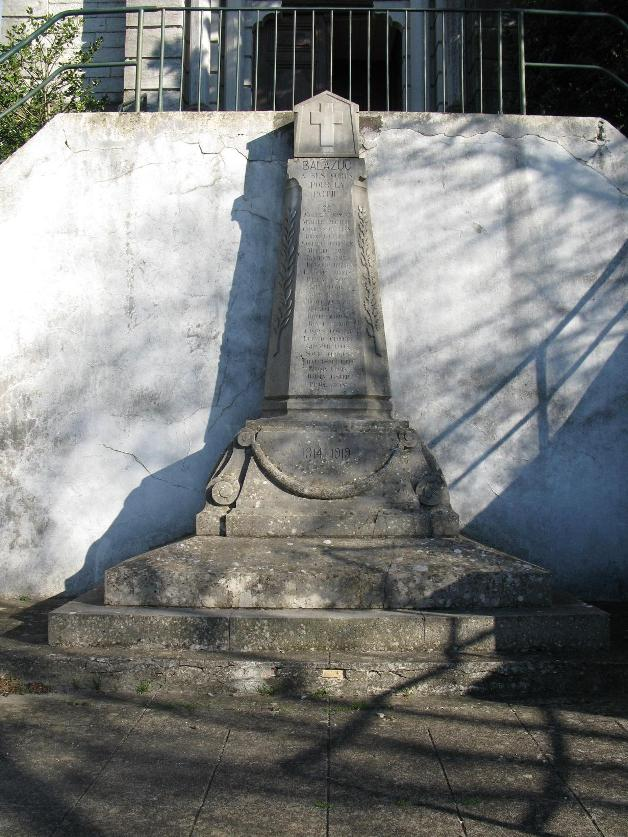
Balazuc
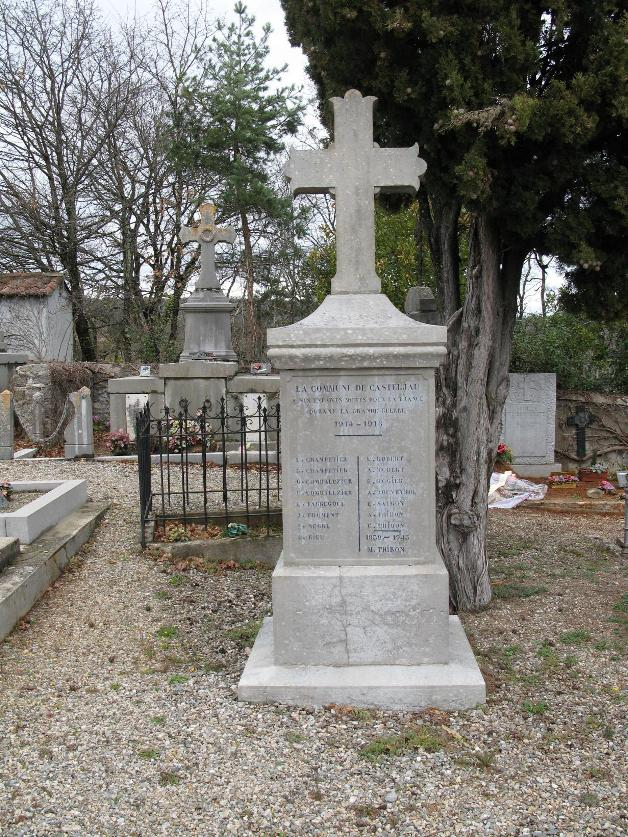
Casteljau (Berrias-et-Casteljau)
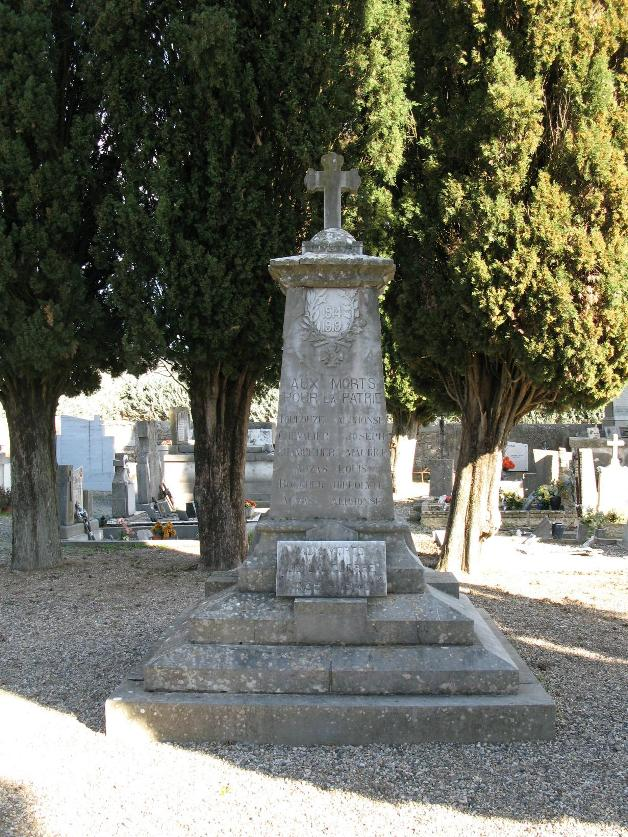
Chauzon
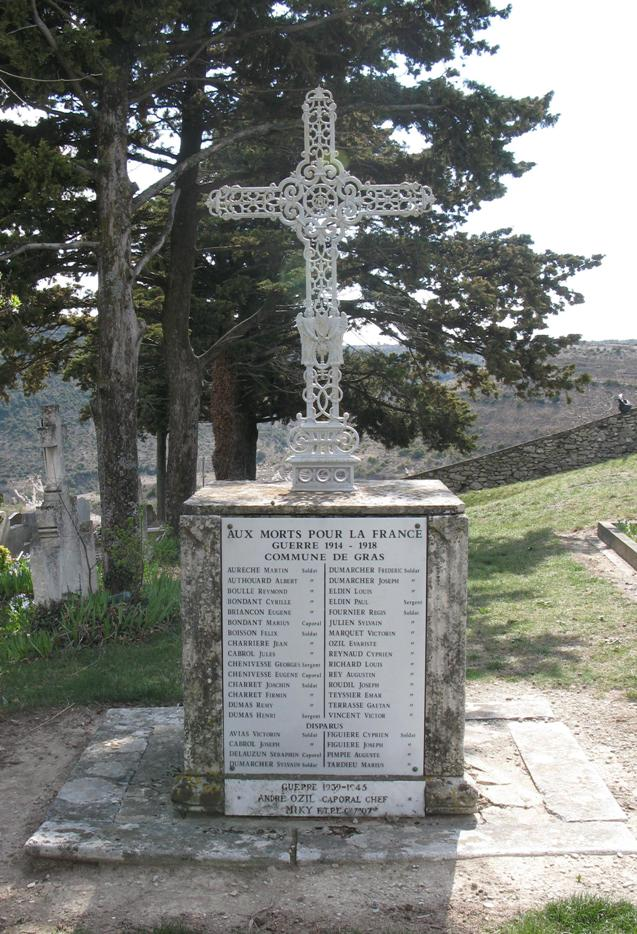
Gras
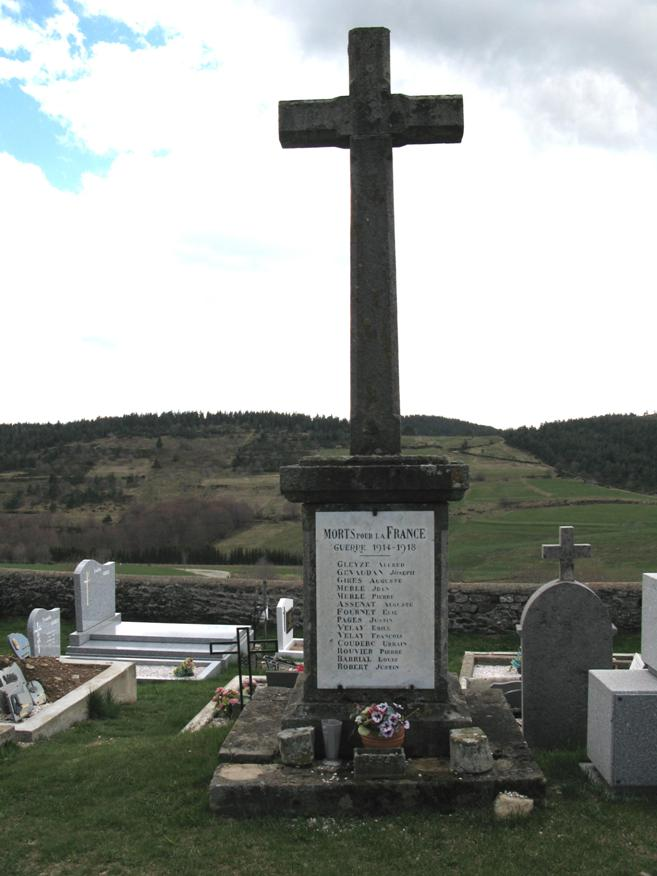
Loubaresse
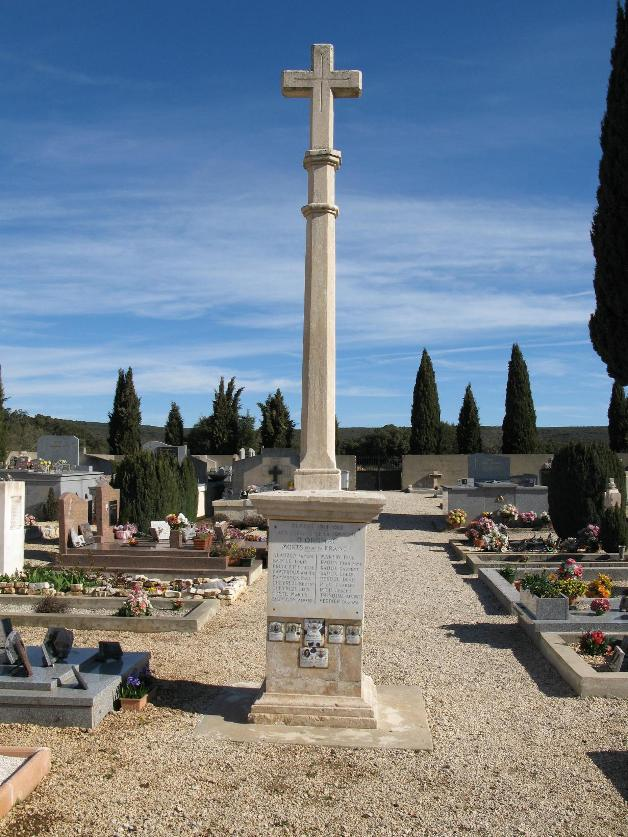
Orgnac-l'Aven
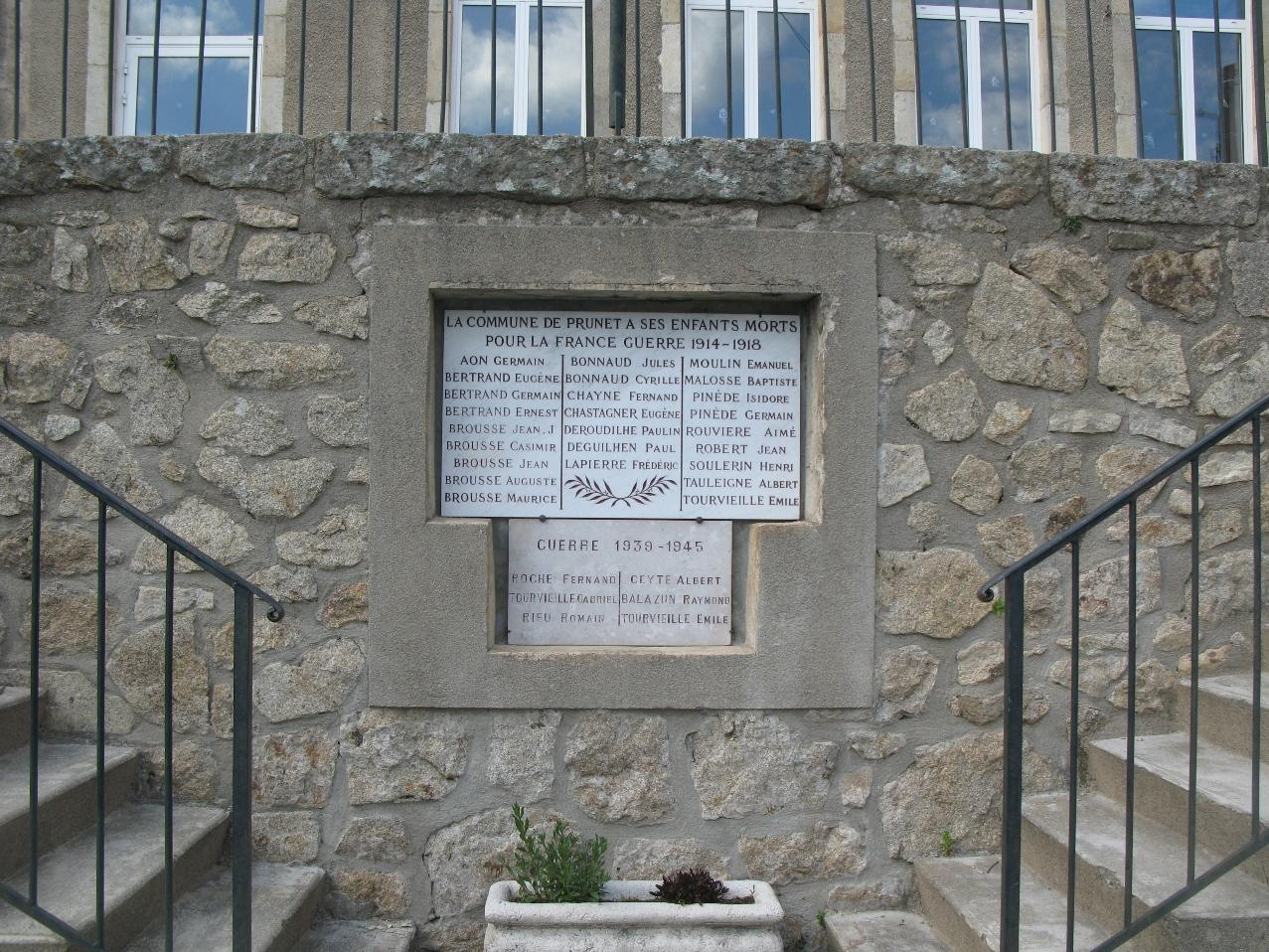
Prunet
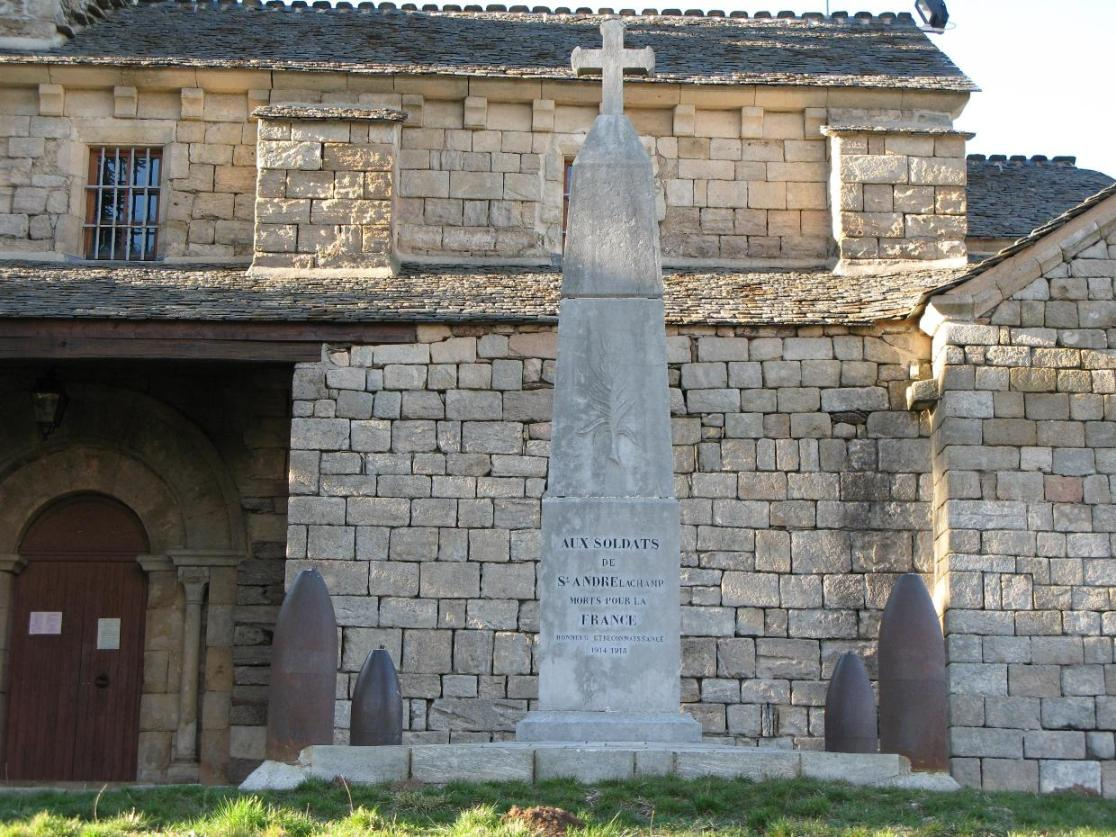
Saint-André-Lachamp
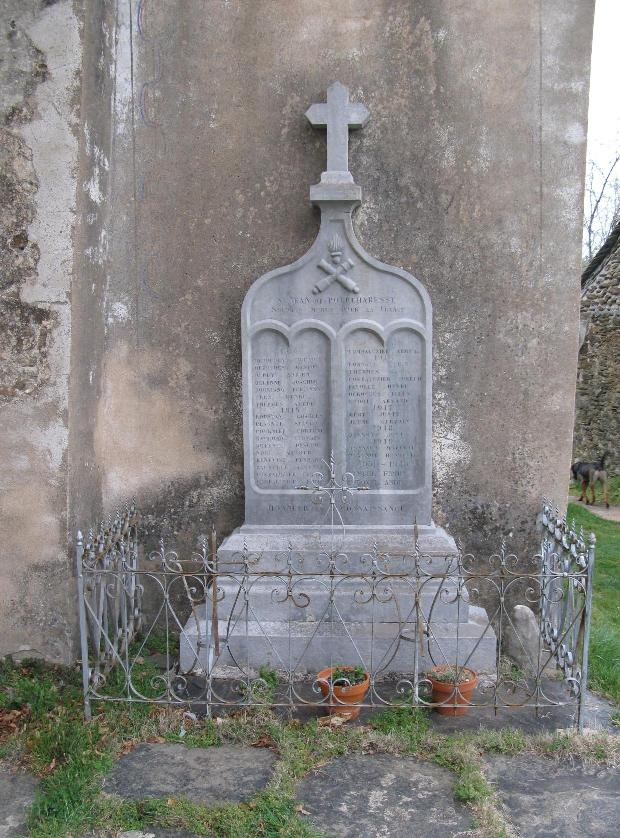
Saint-Jean de pourcharesse (Saint-Pierre-Saint-Jean)

### Monuments surmontés d'une croix de guerre

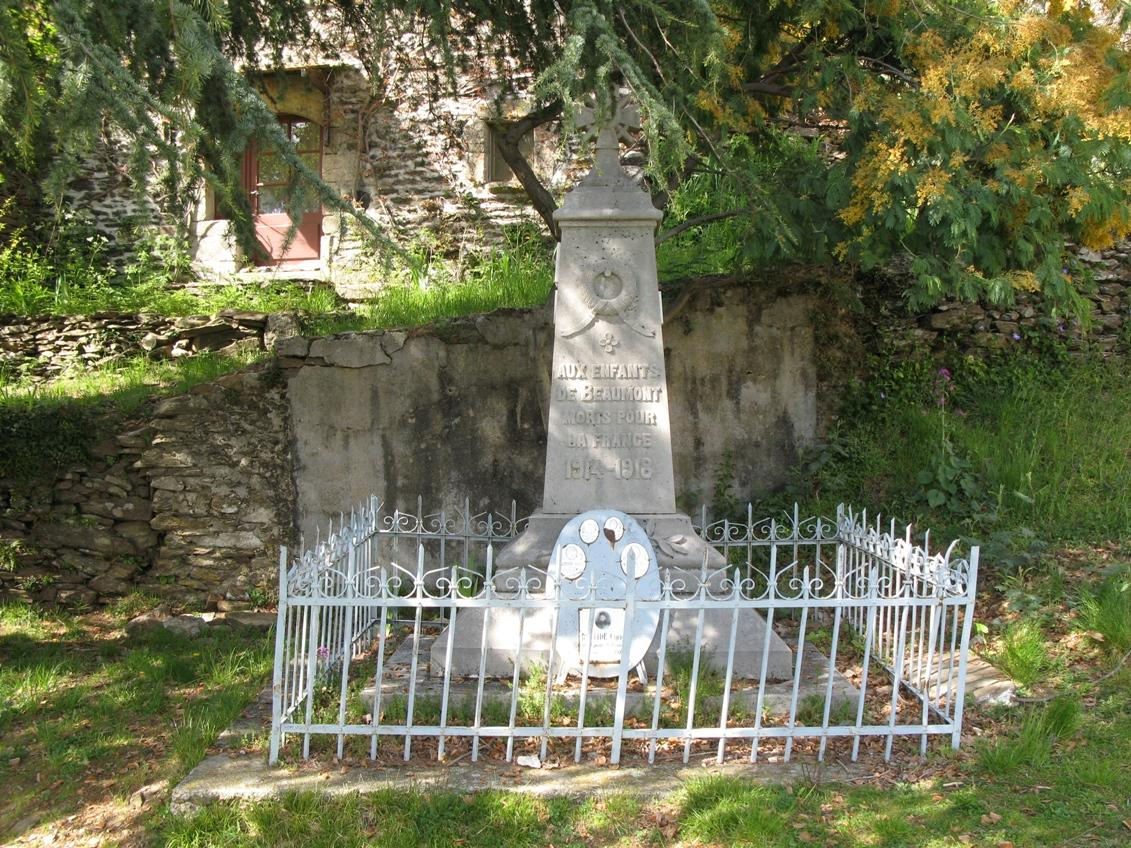
Beaumont
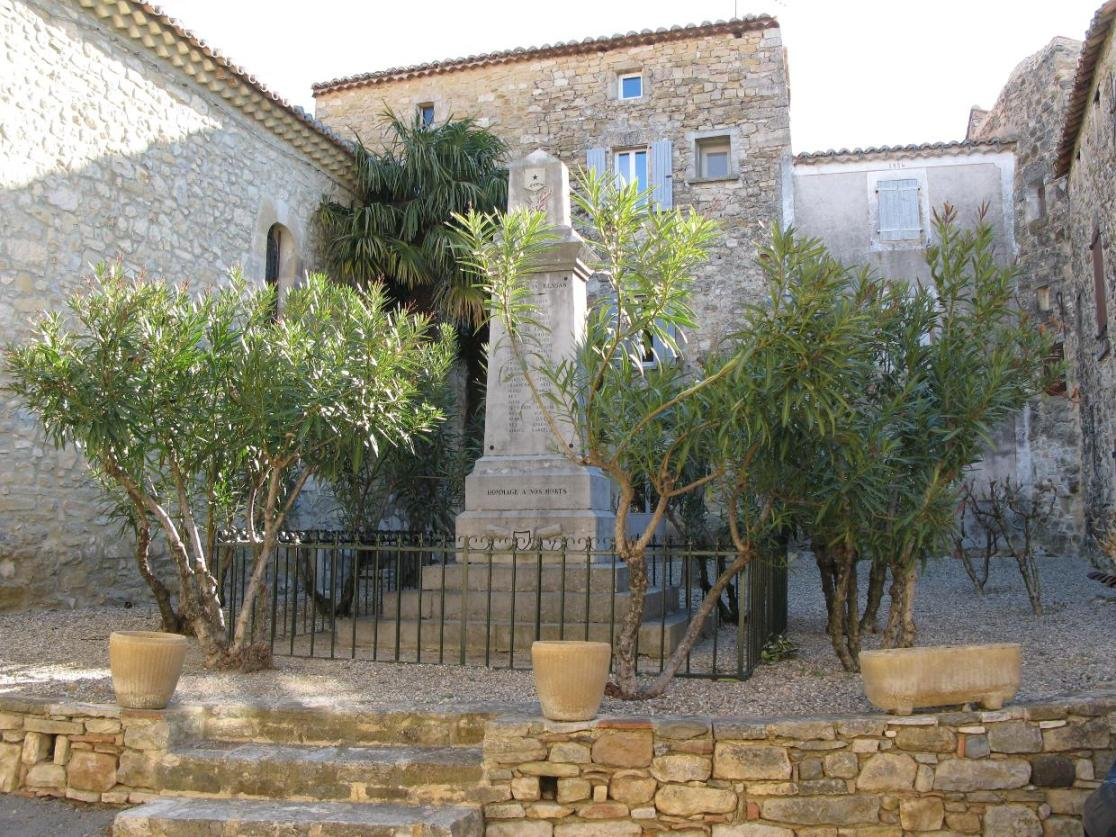
Bessas
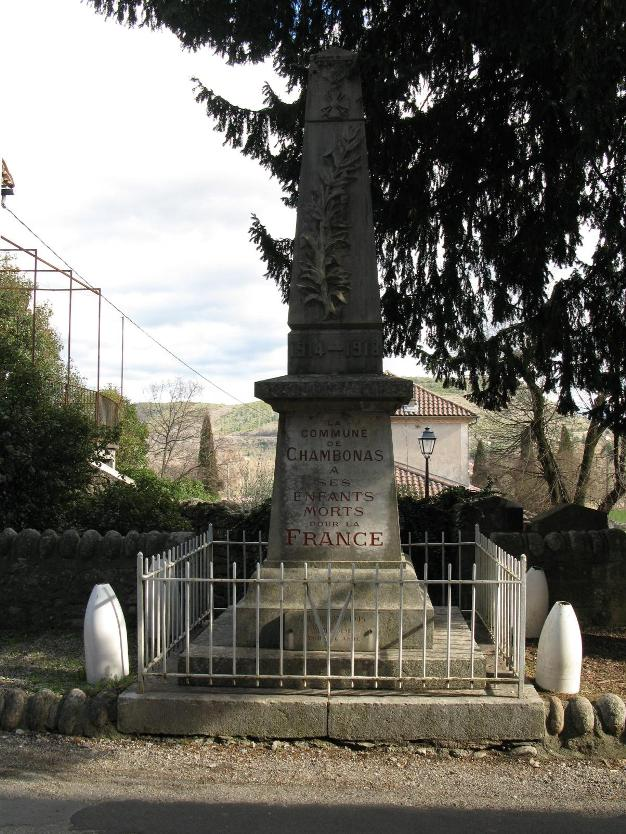
Chambonas
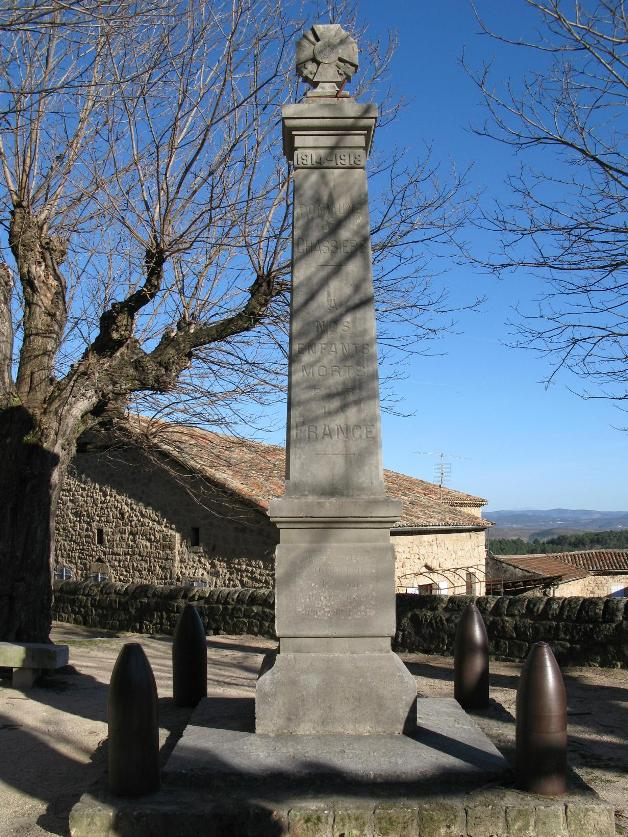
Chassiers
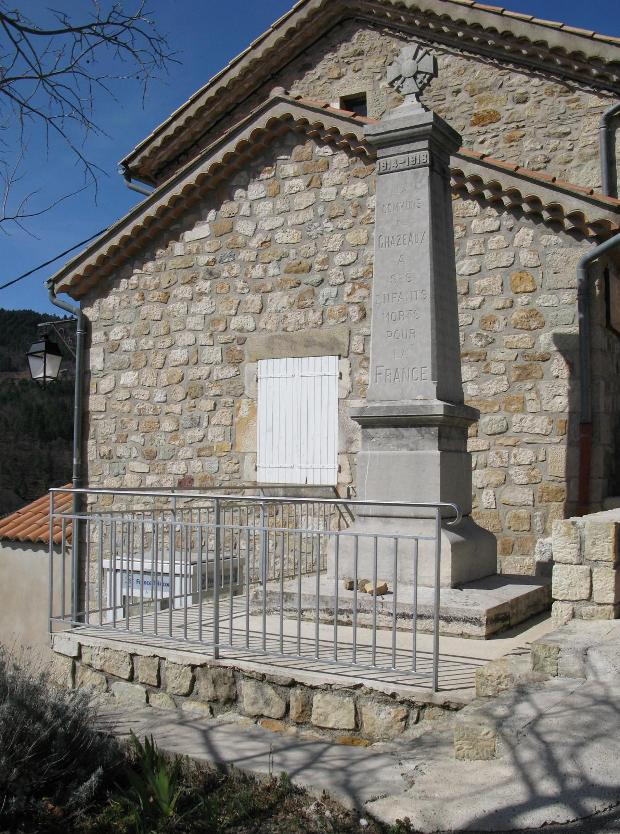
Chazeaux
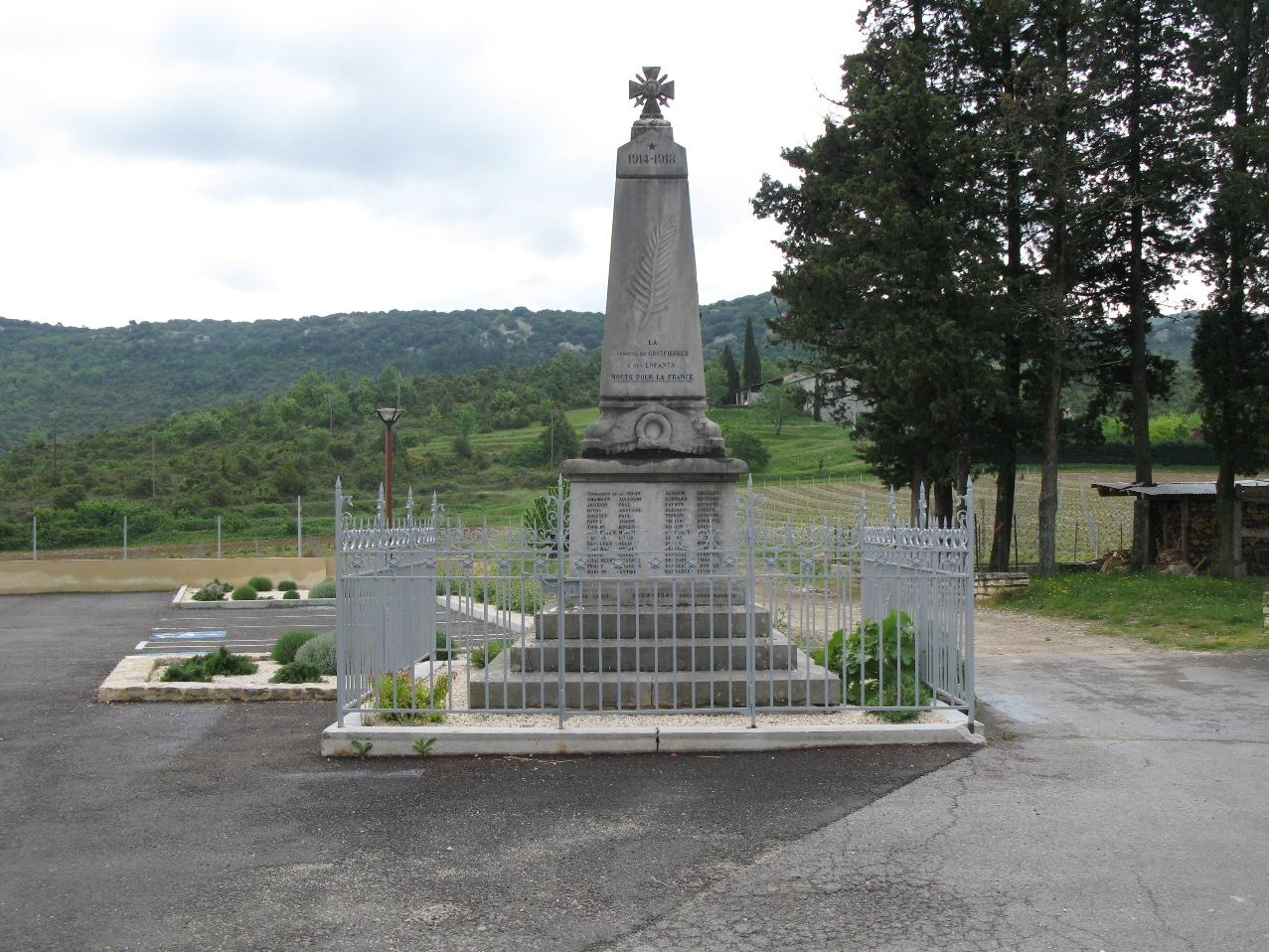
Grospierres
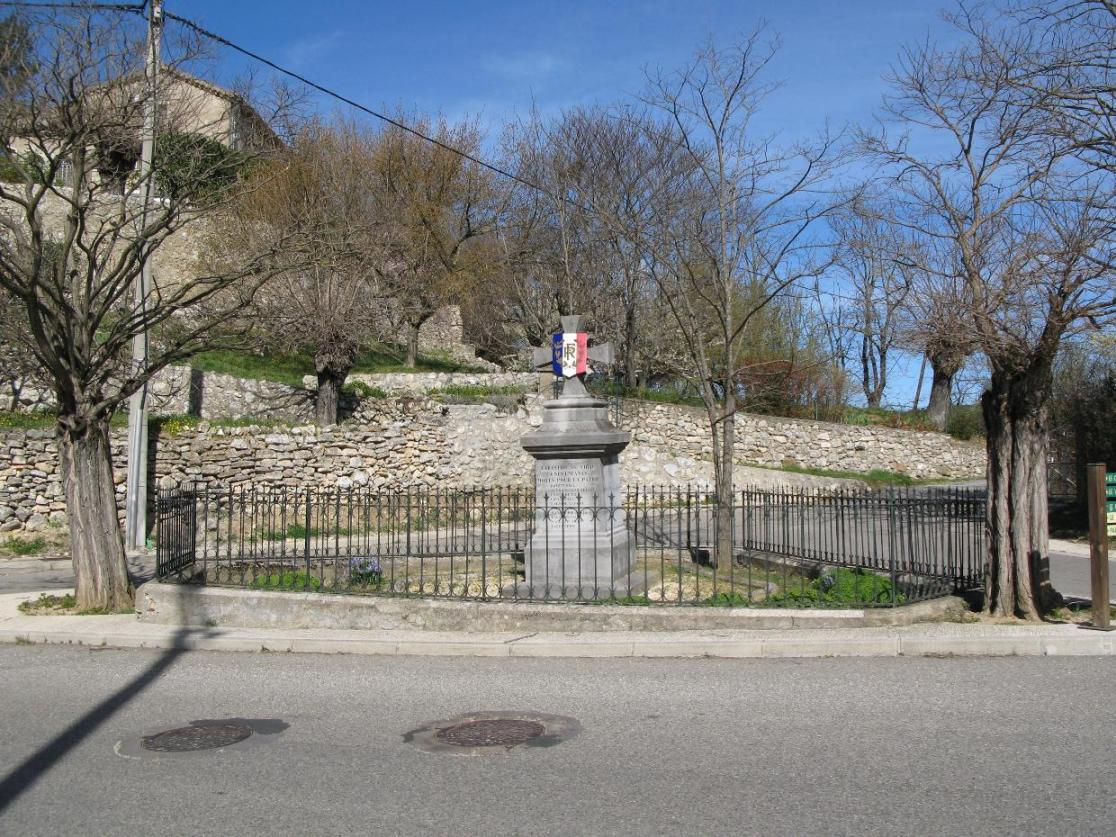
Labastide-de-Virac
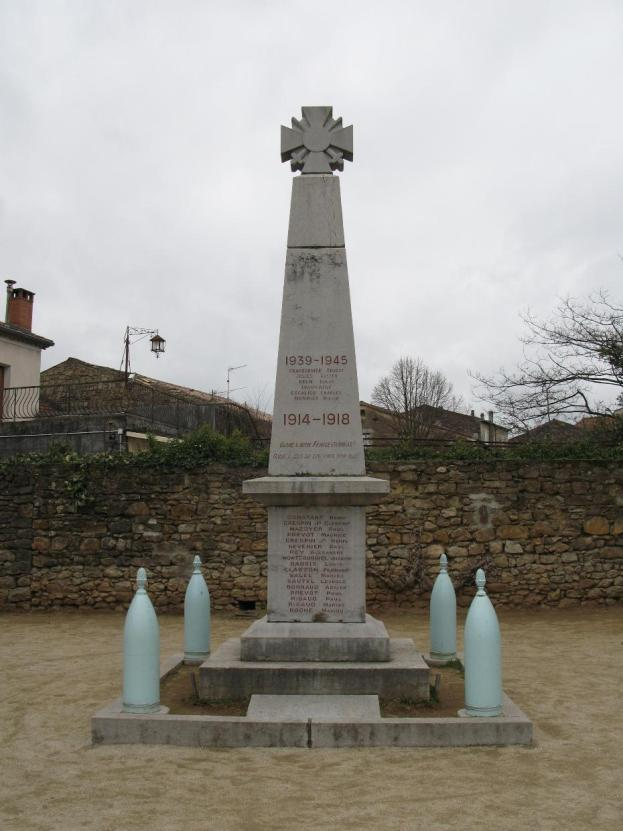
Laurac-en-Vivarais
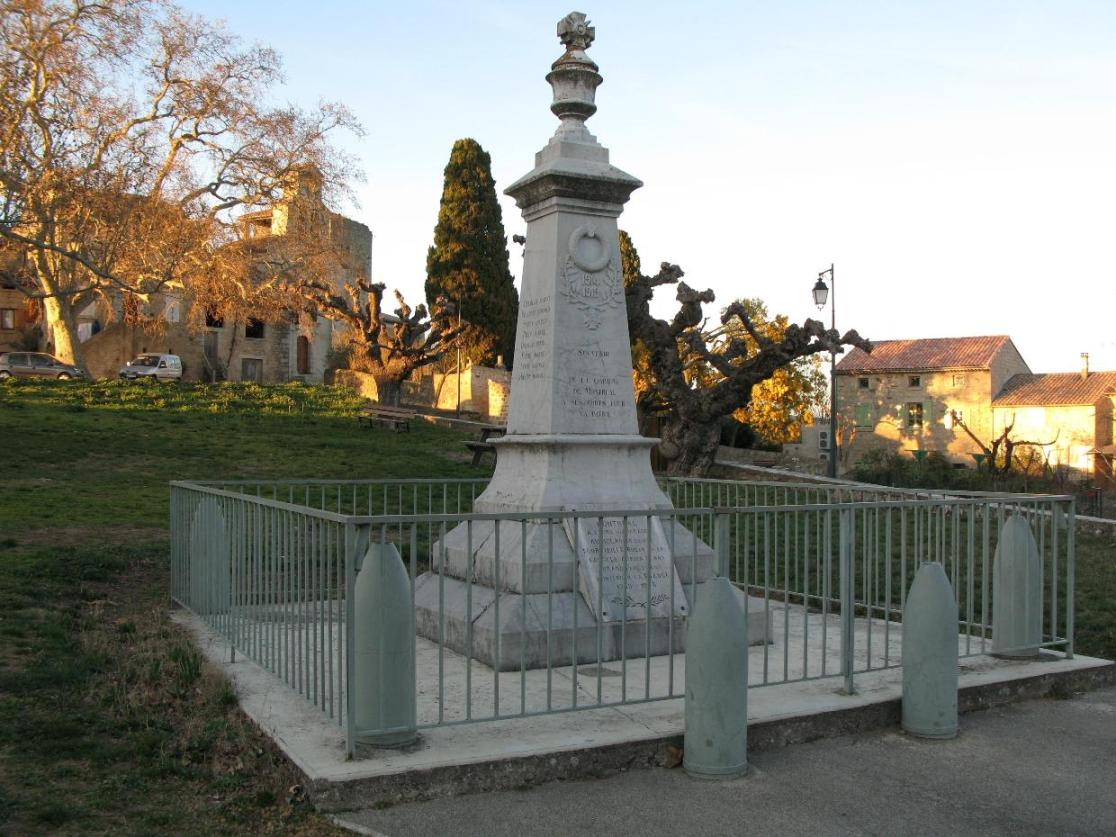
Montréal
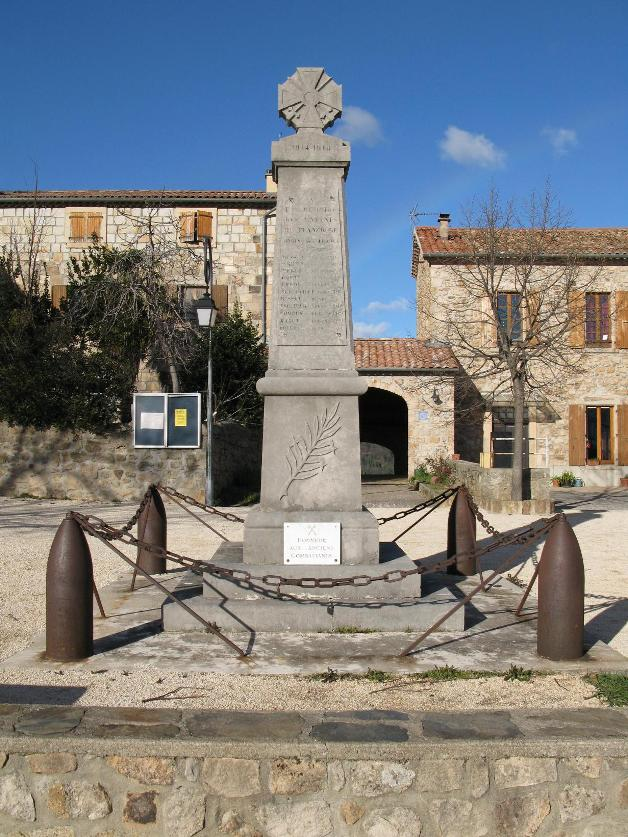
Planzolles
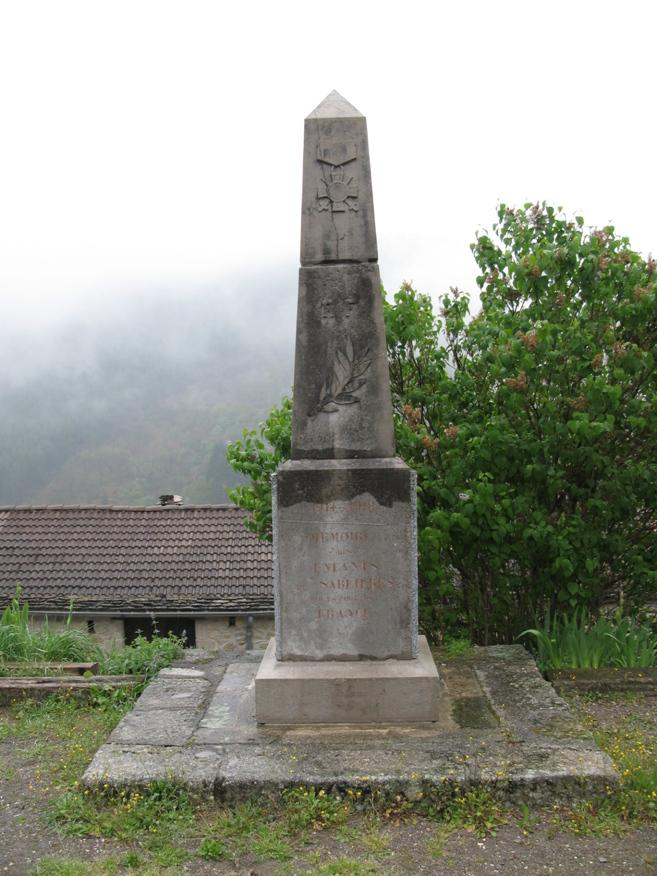
Sablières
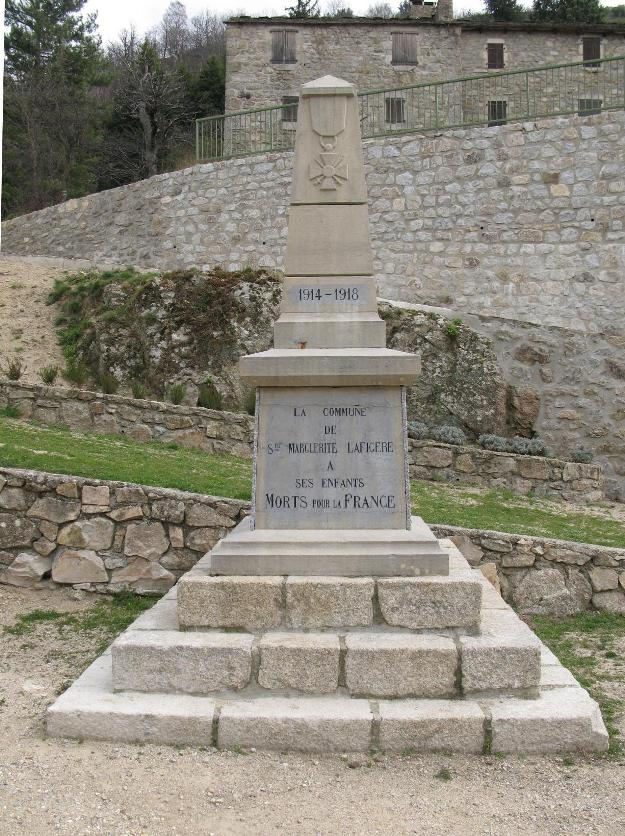
Sainte-Marguerite-Lafigère
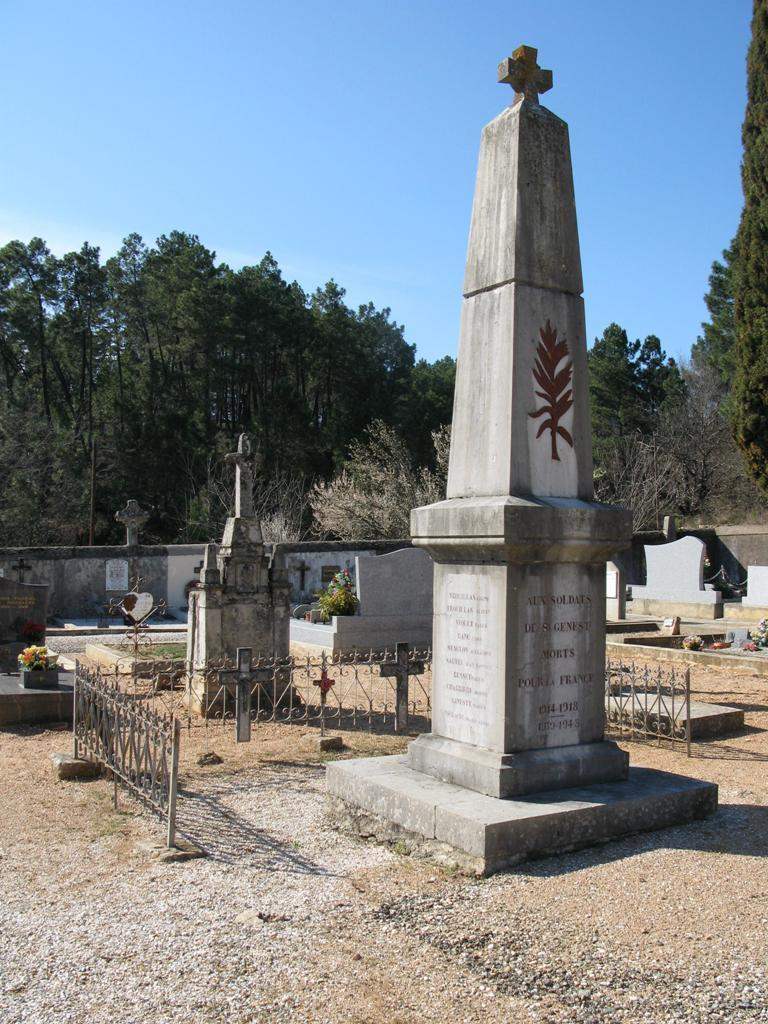
Saint-Genest-de-Beauzon
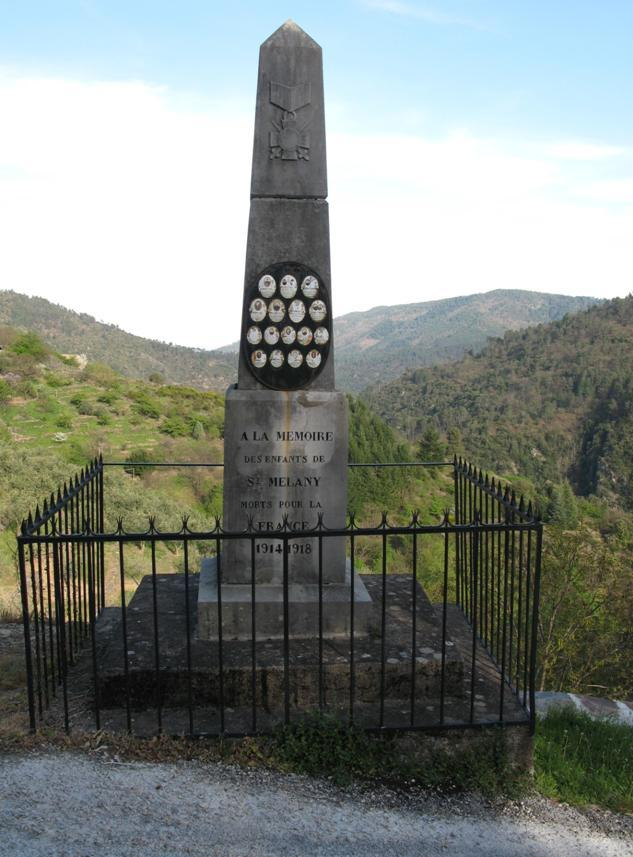
Saint-Mélany
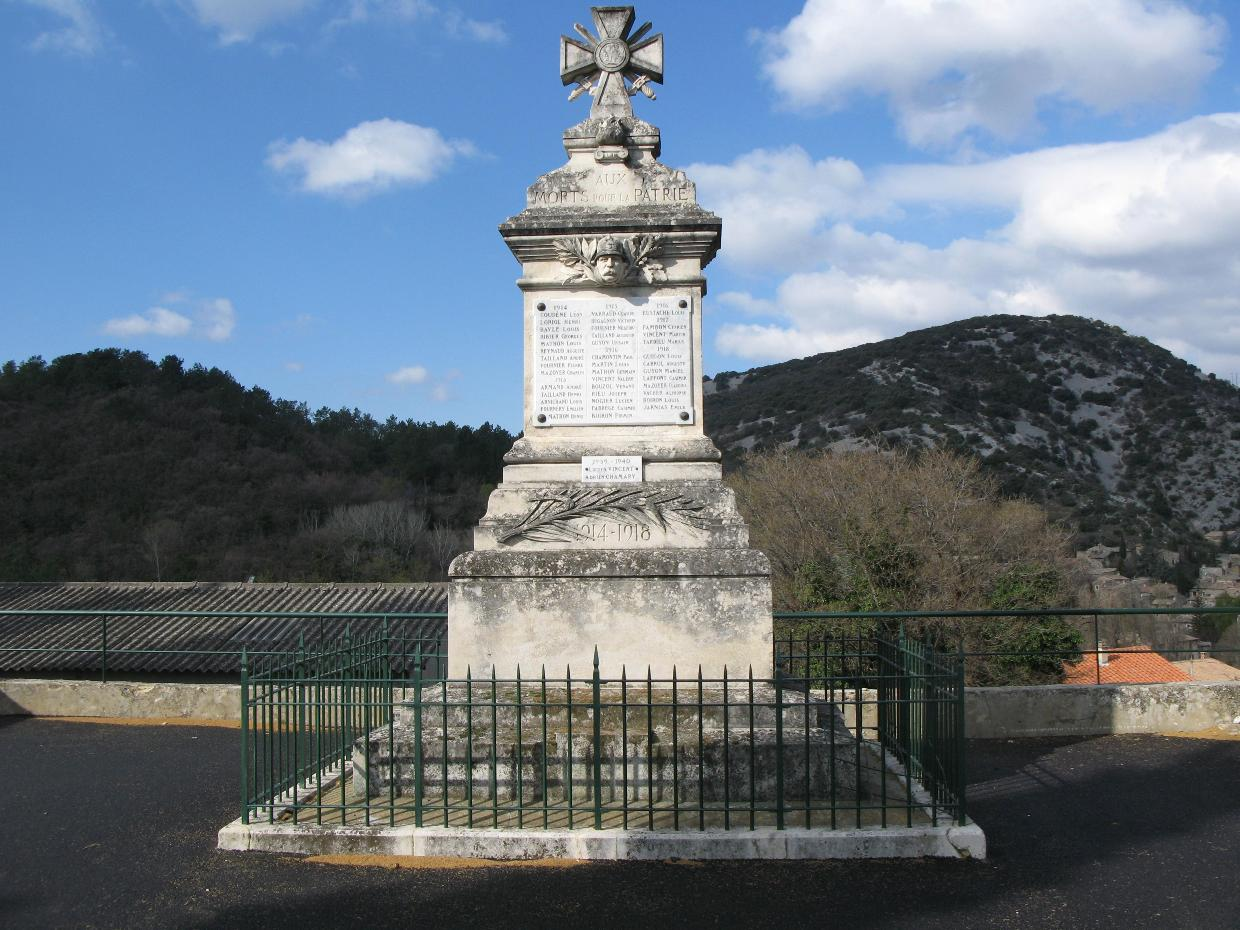
Saint-Montan
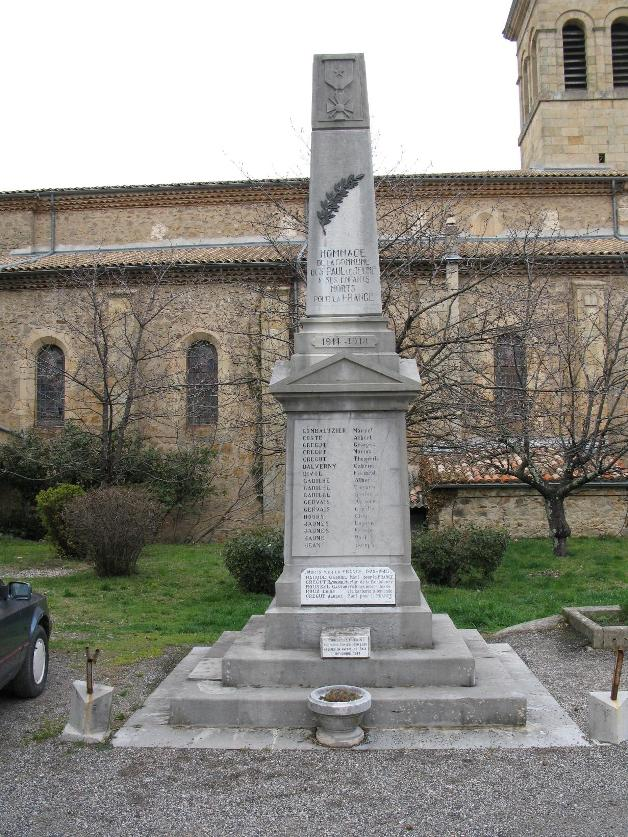
Saint-Paul-le-Jeune
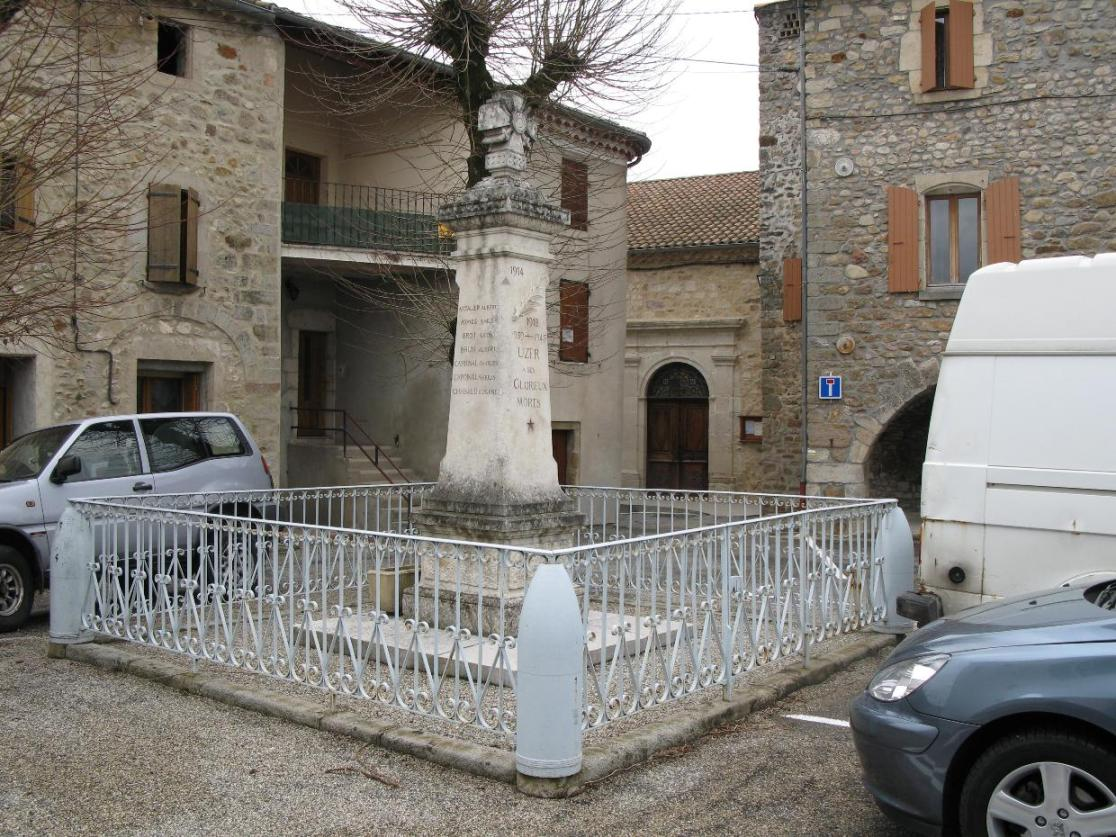
Uzer
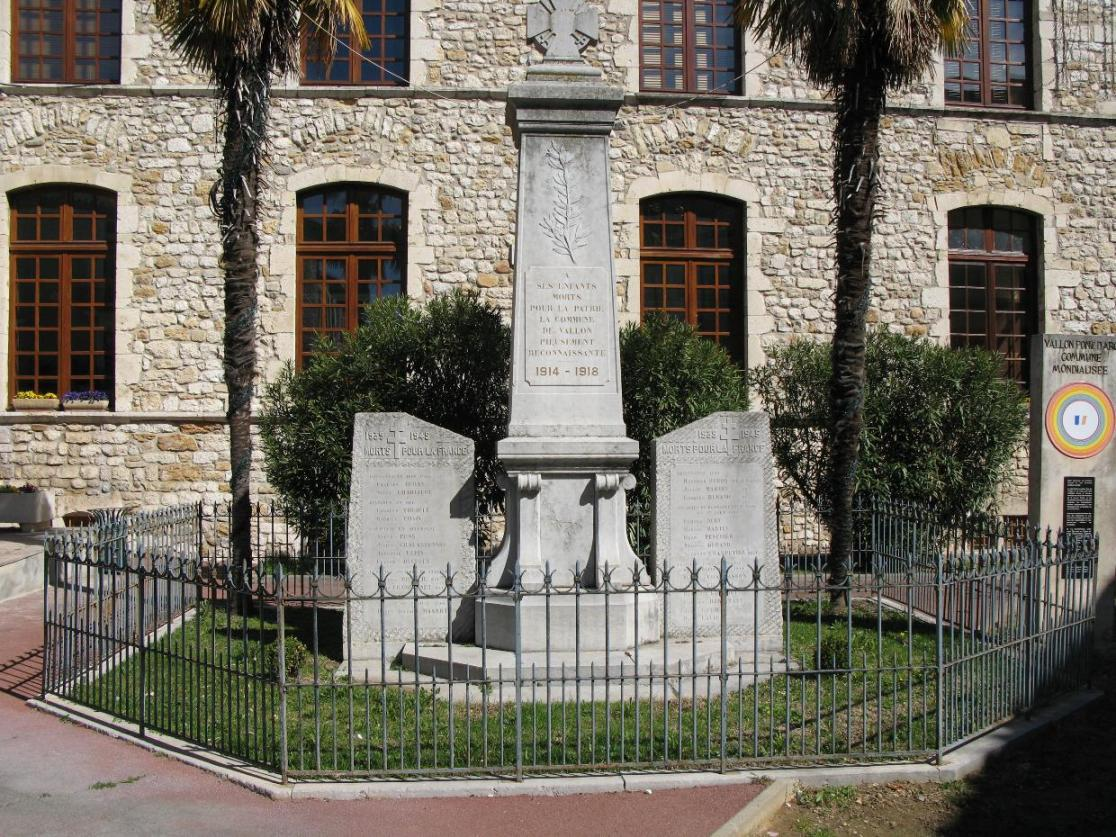
Vallon-Pont-d'Arc
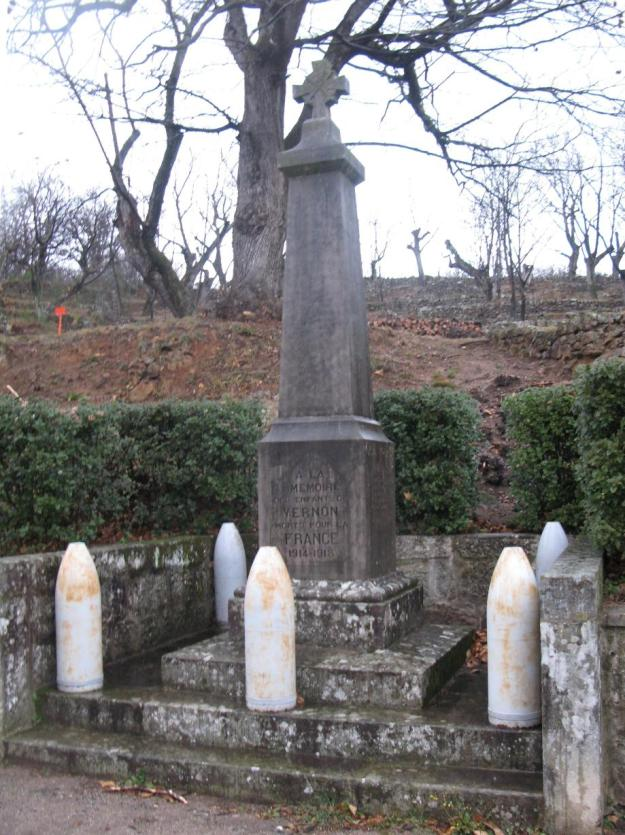
Vernon

### Monuments avec une croix de guerre sculptée

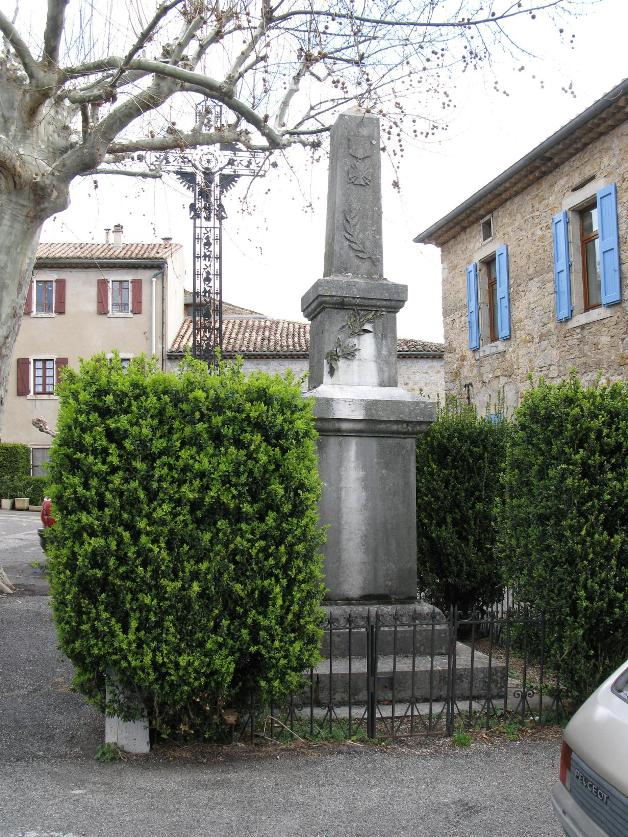
Les Assions
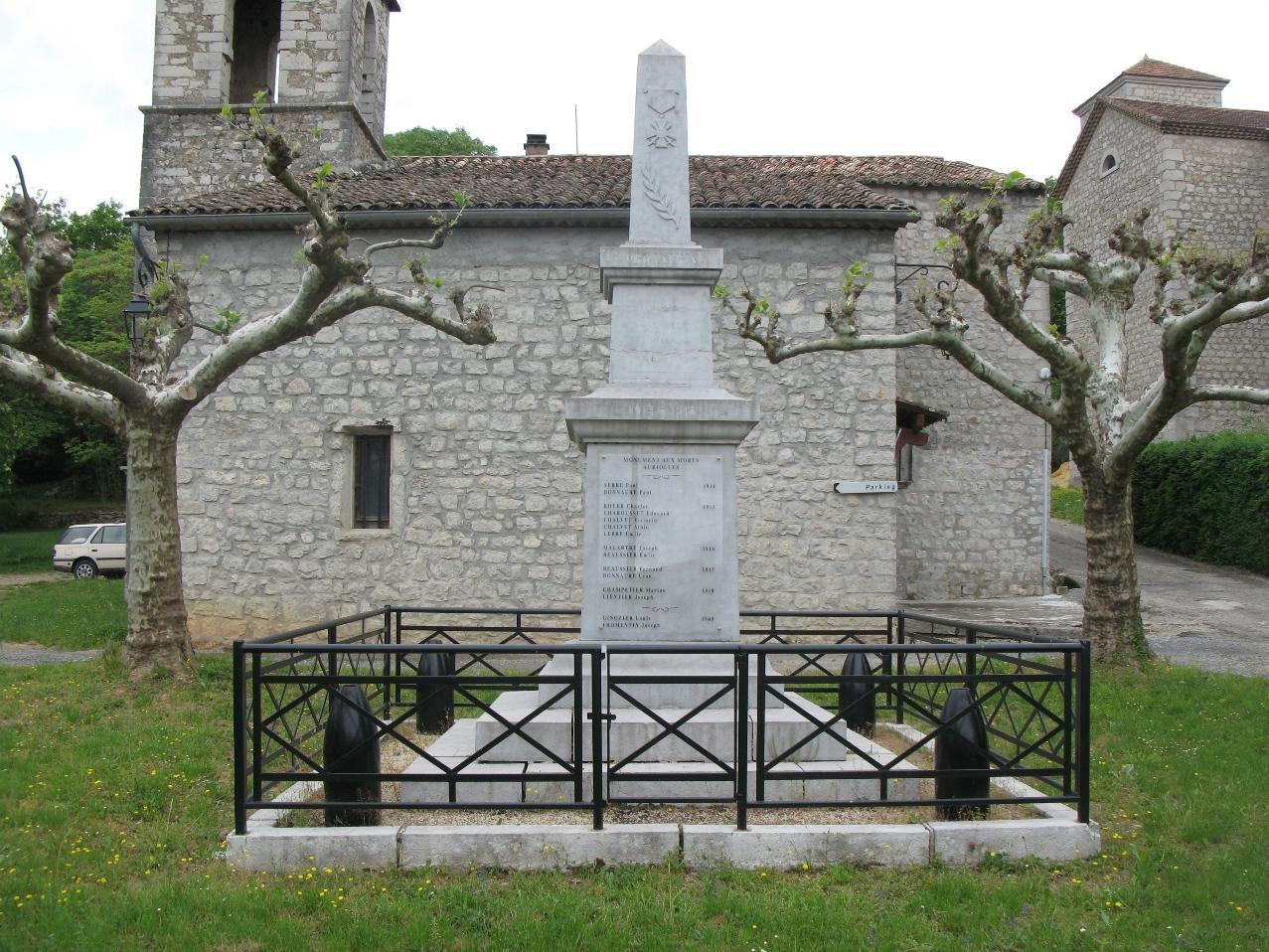
Auriolles (Saint-Alban-Auriolles)
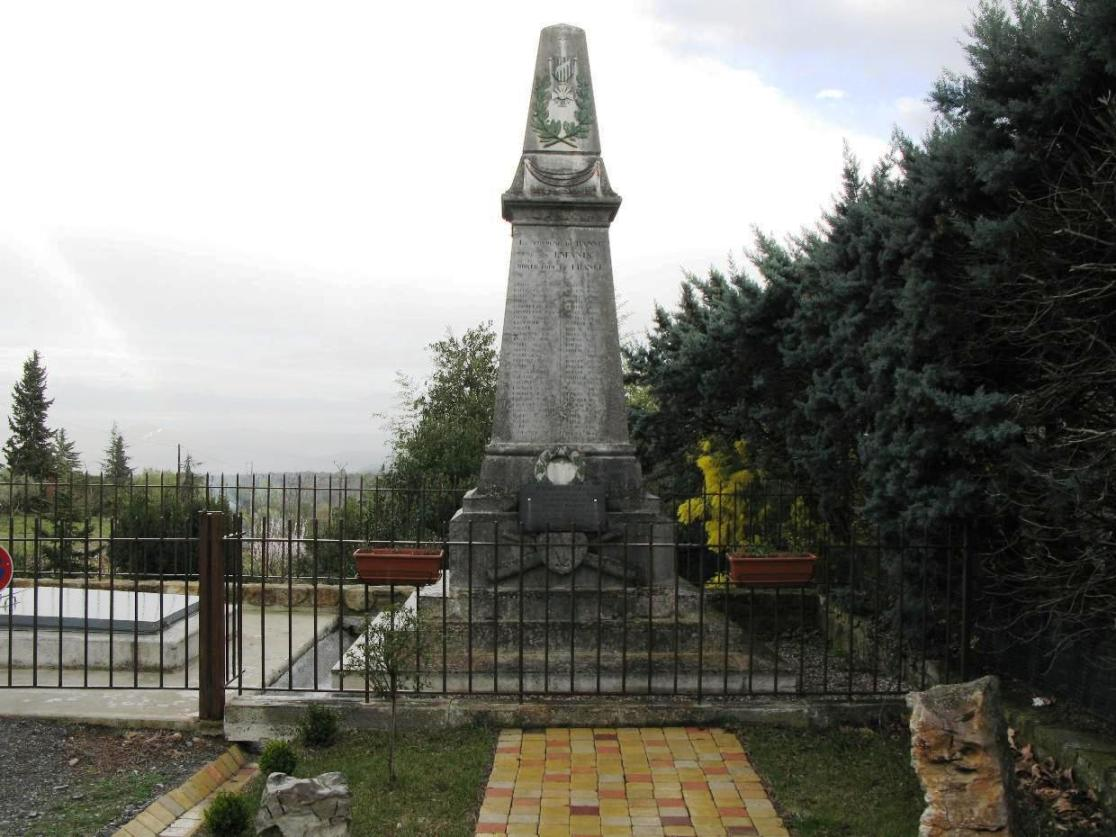
Banne
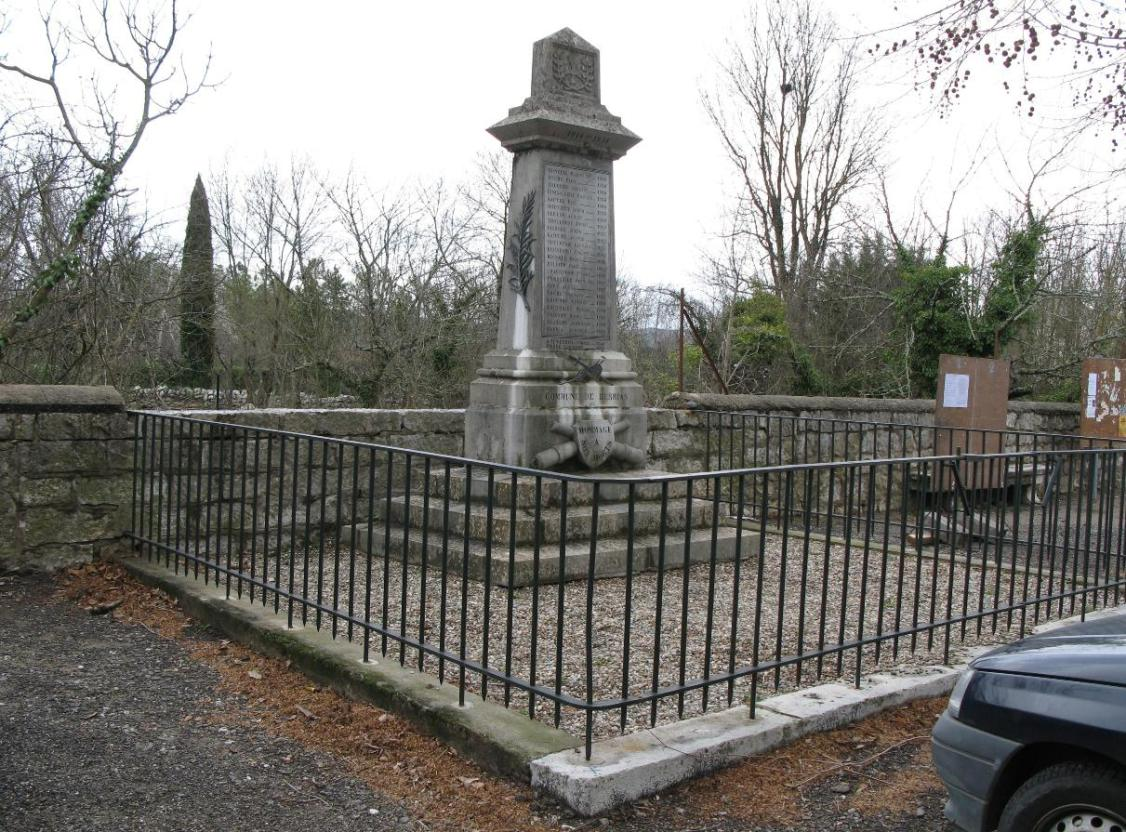
Berrias (Berrias-et-Casteljau)
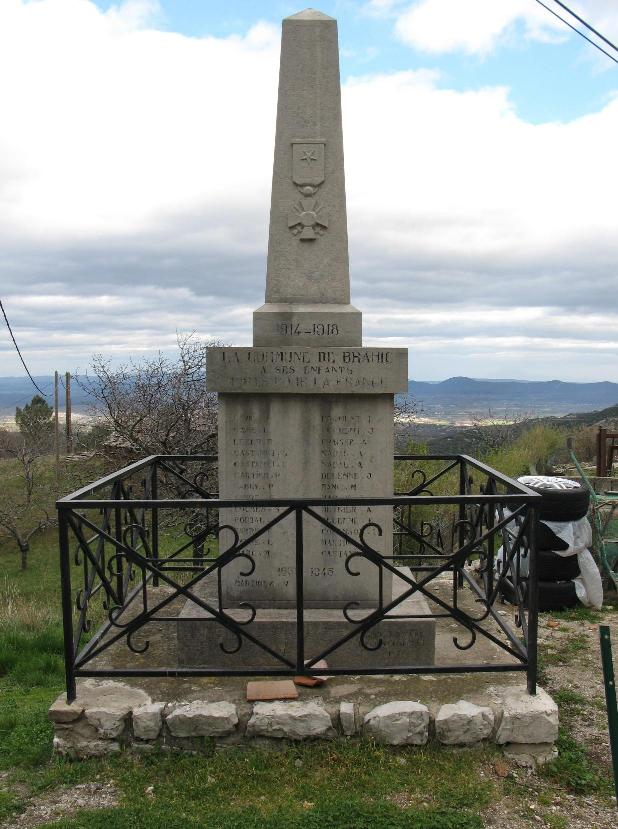
Brahic (Les Vans)
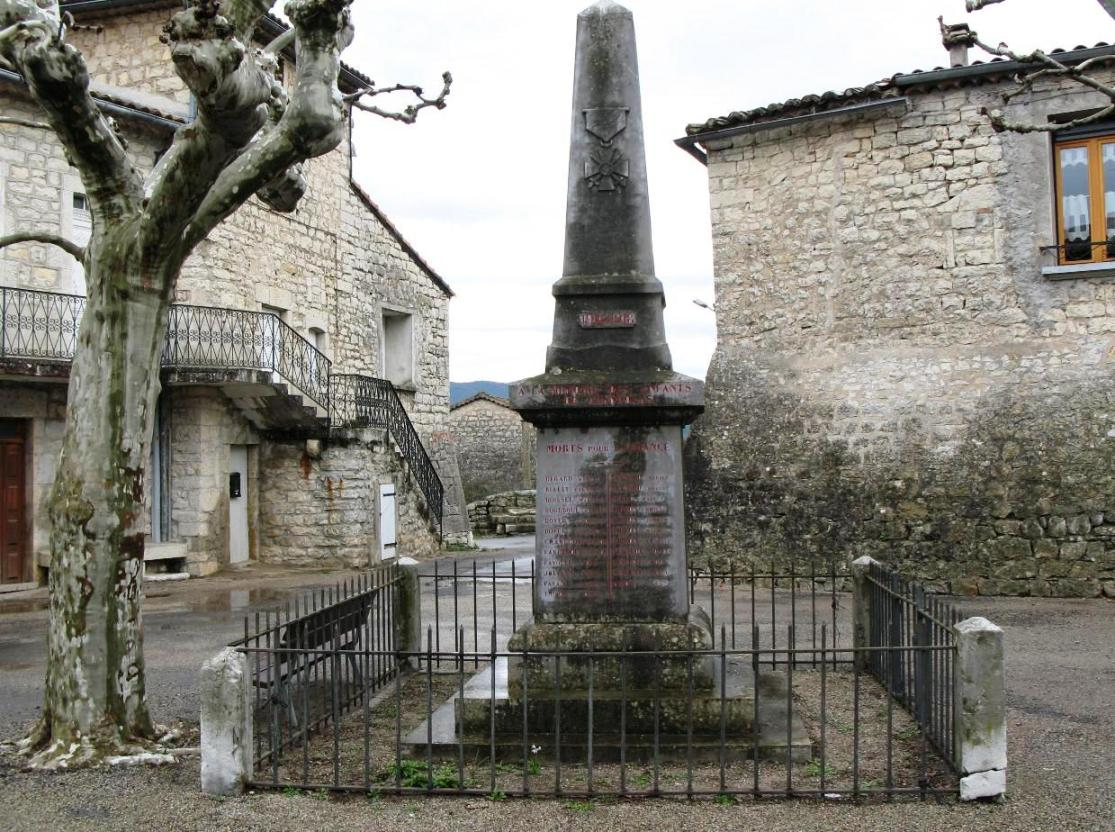
Chandolas
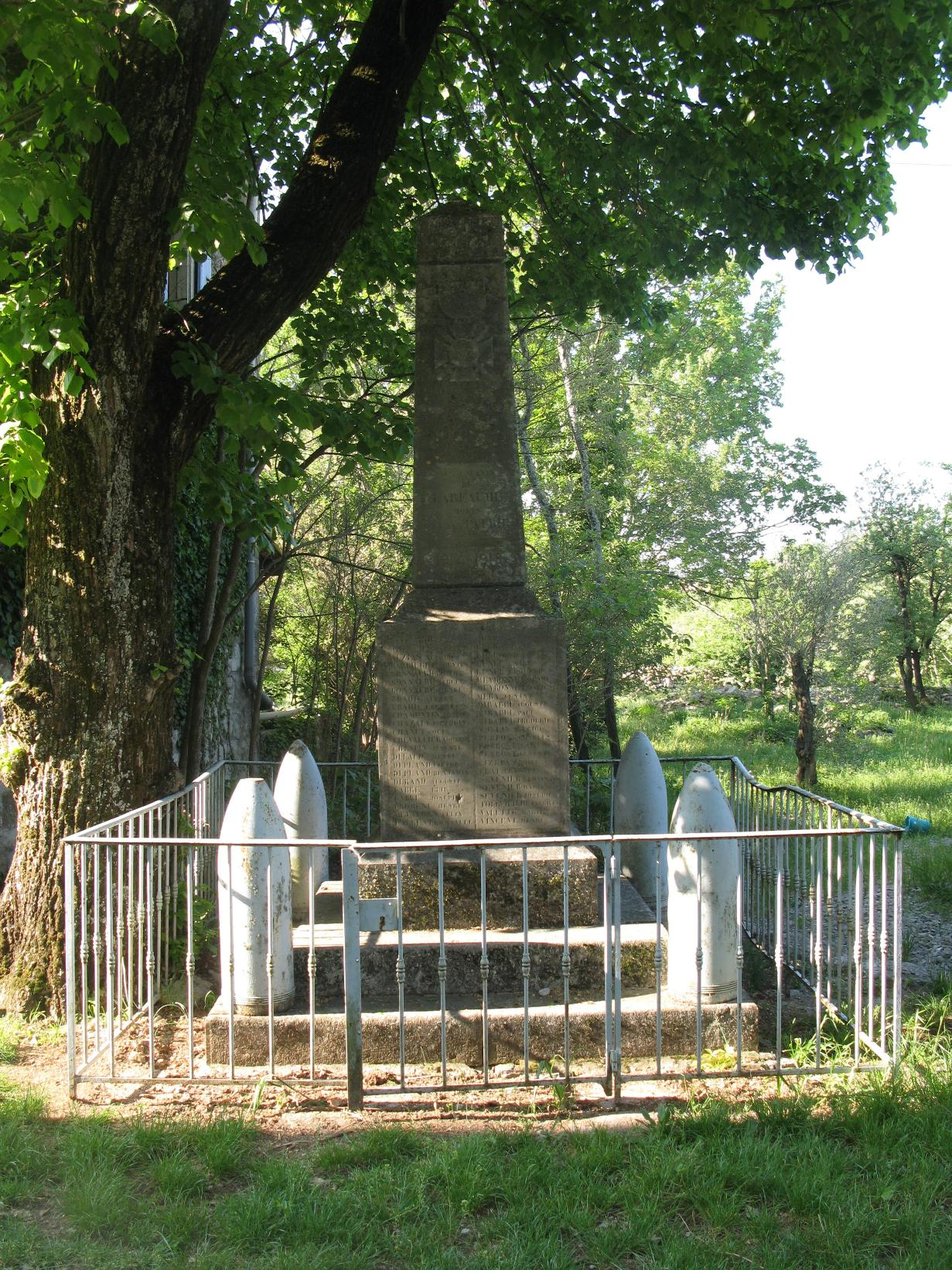
Chapias (Labeaume)
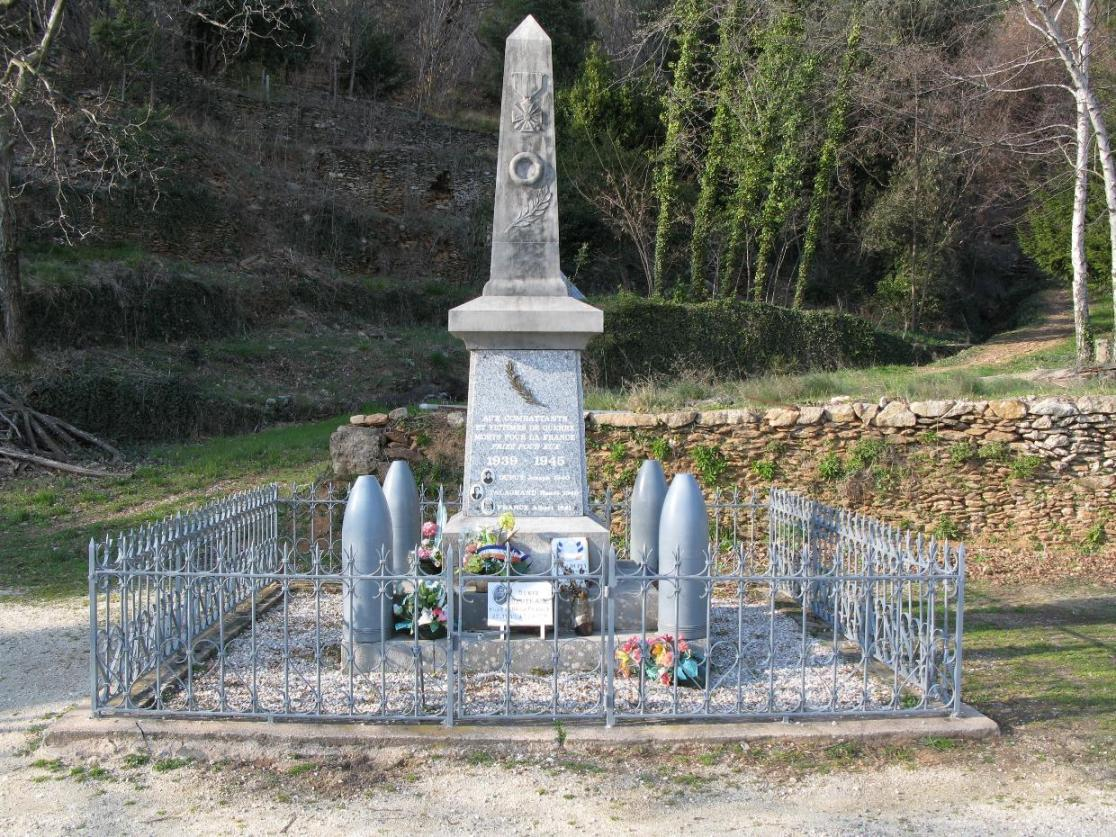
Faugères
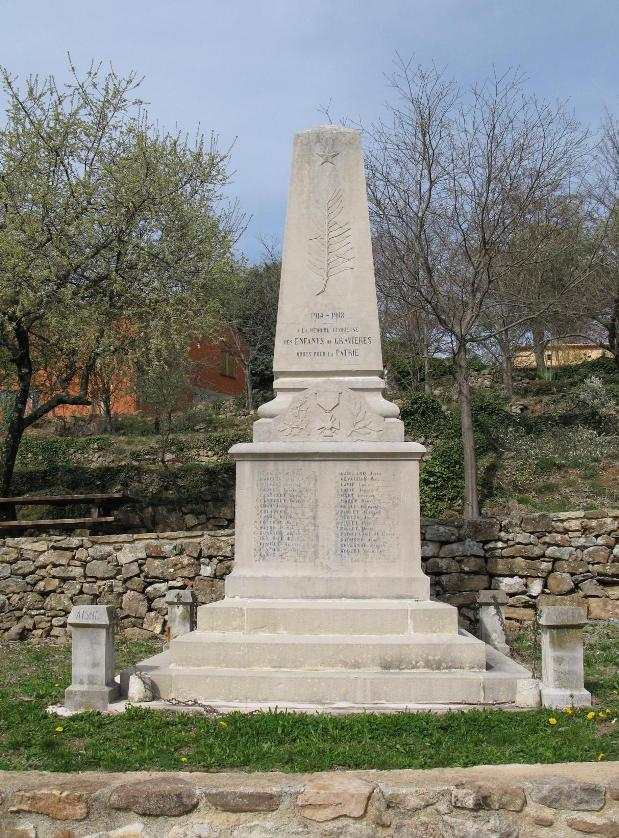
Gravières
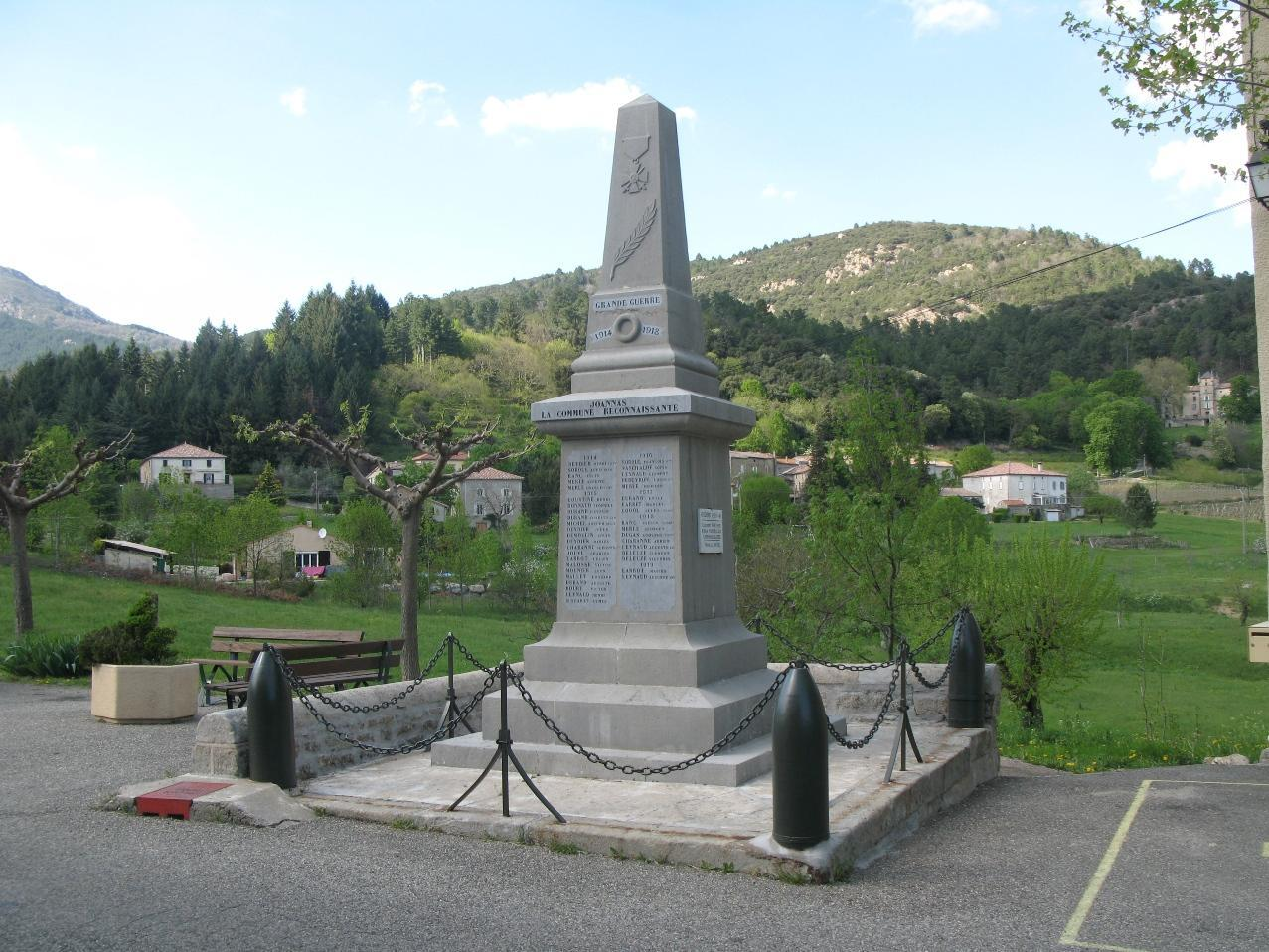
Joannas
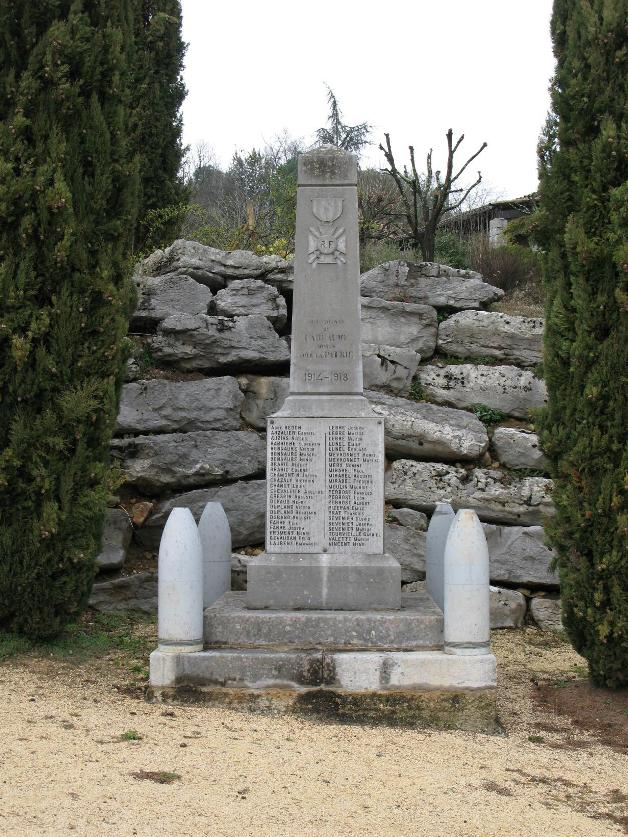
Labeaume
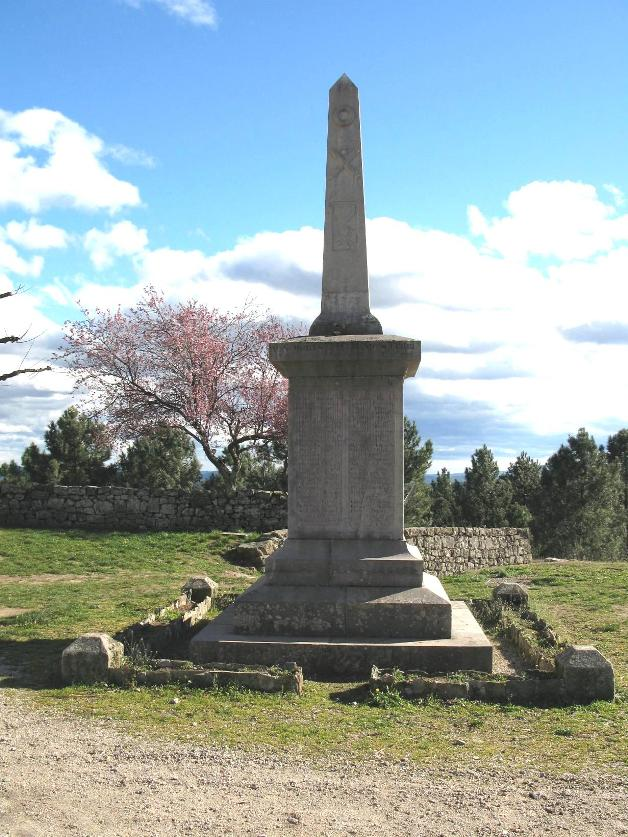
Payzac
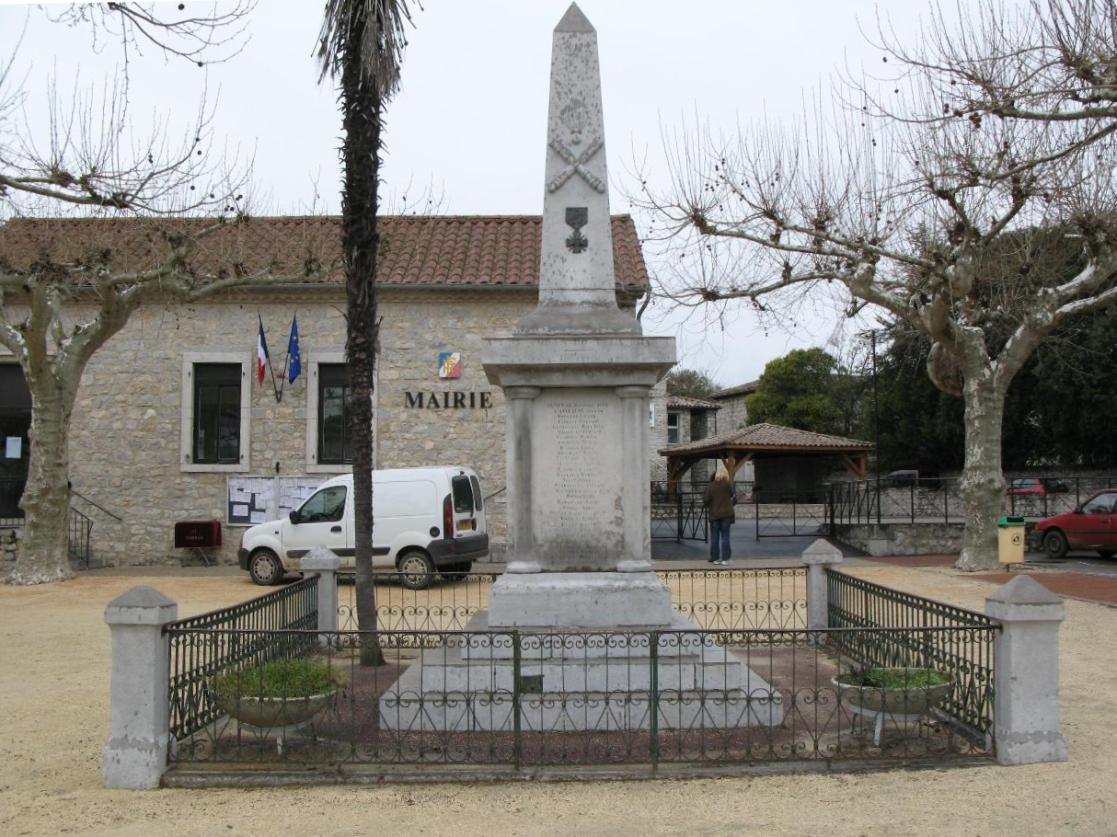
Saint-Alban (Saint-Alban-Auriolles)
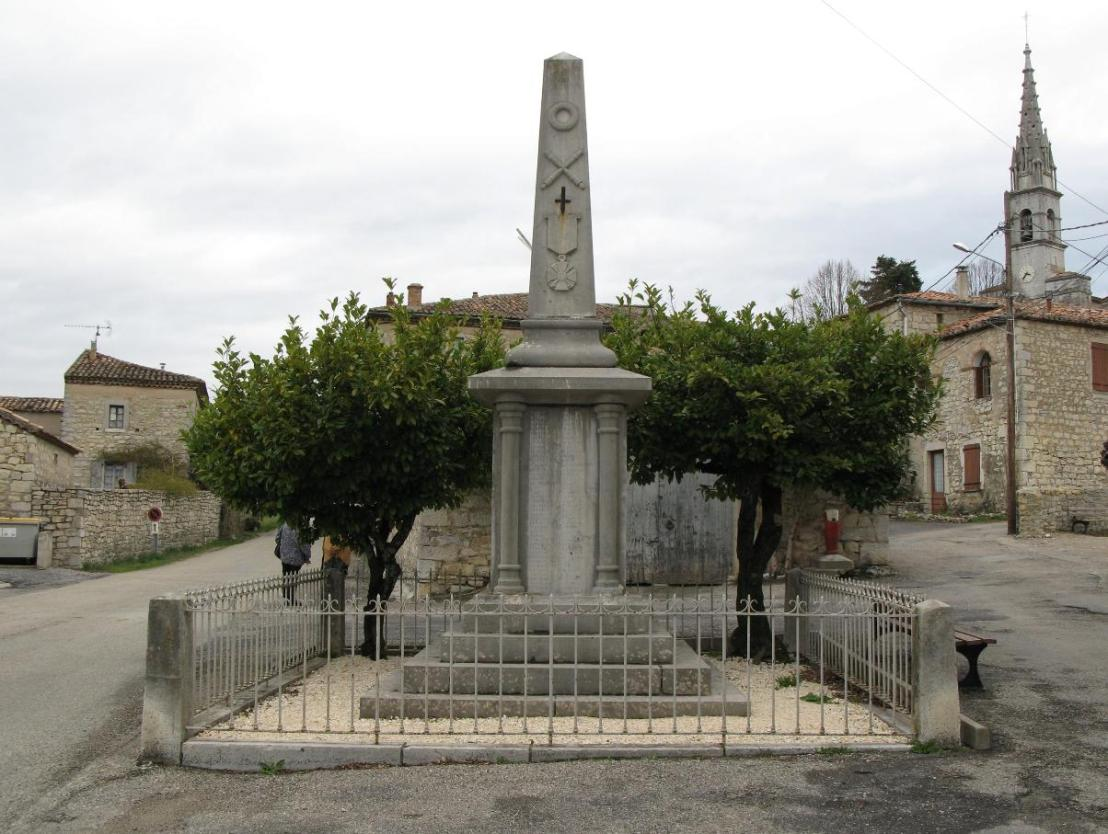
Saint-André-de-Cruzières
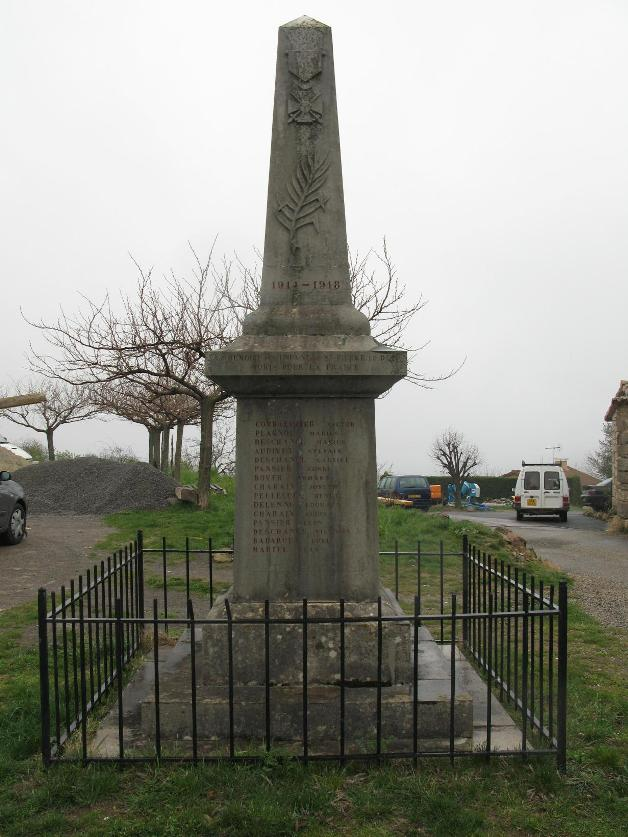
Saint-Pierre le Déchausselat (Saint-Pierre-Saint-Jean)
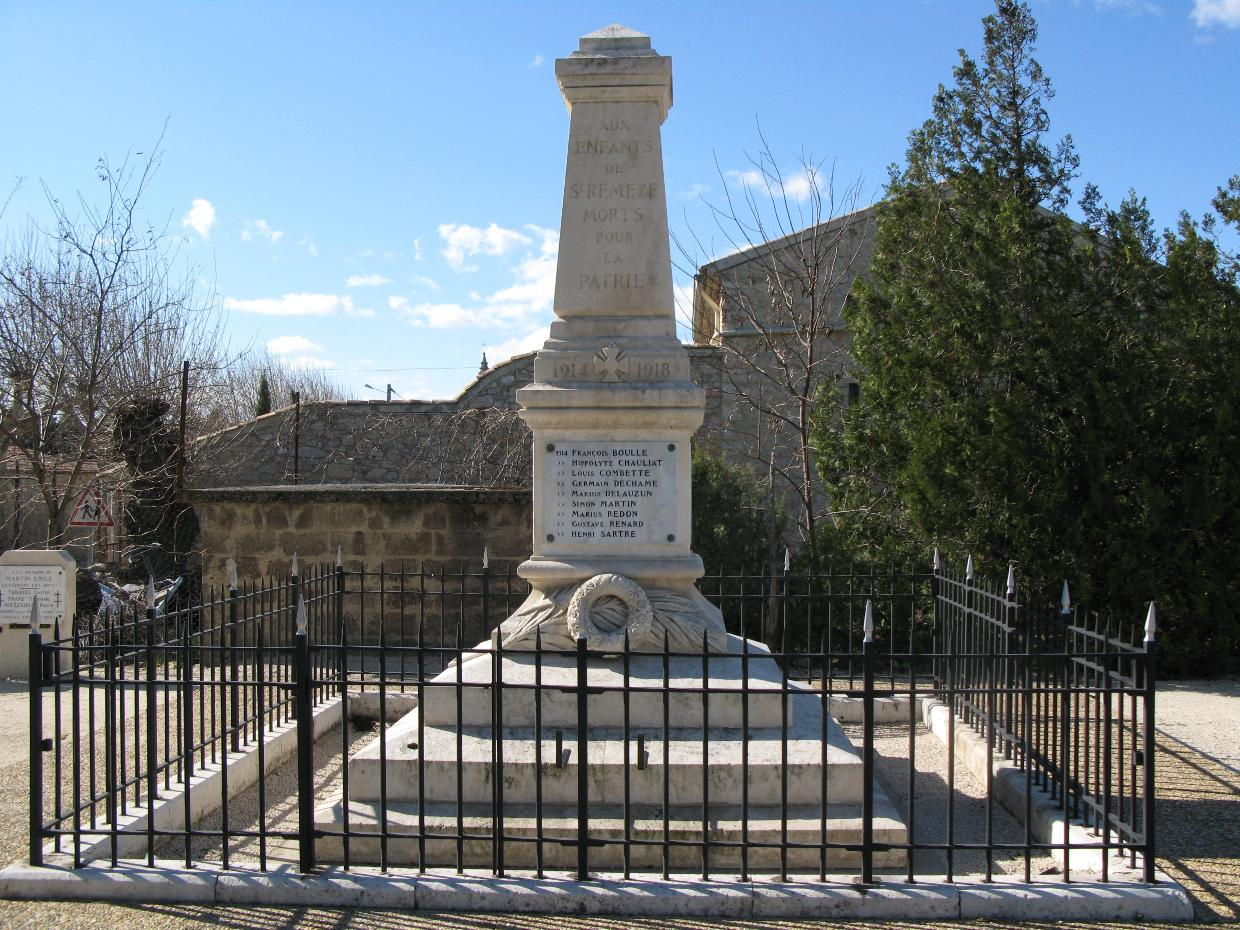
Saint-Remèze
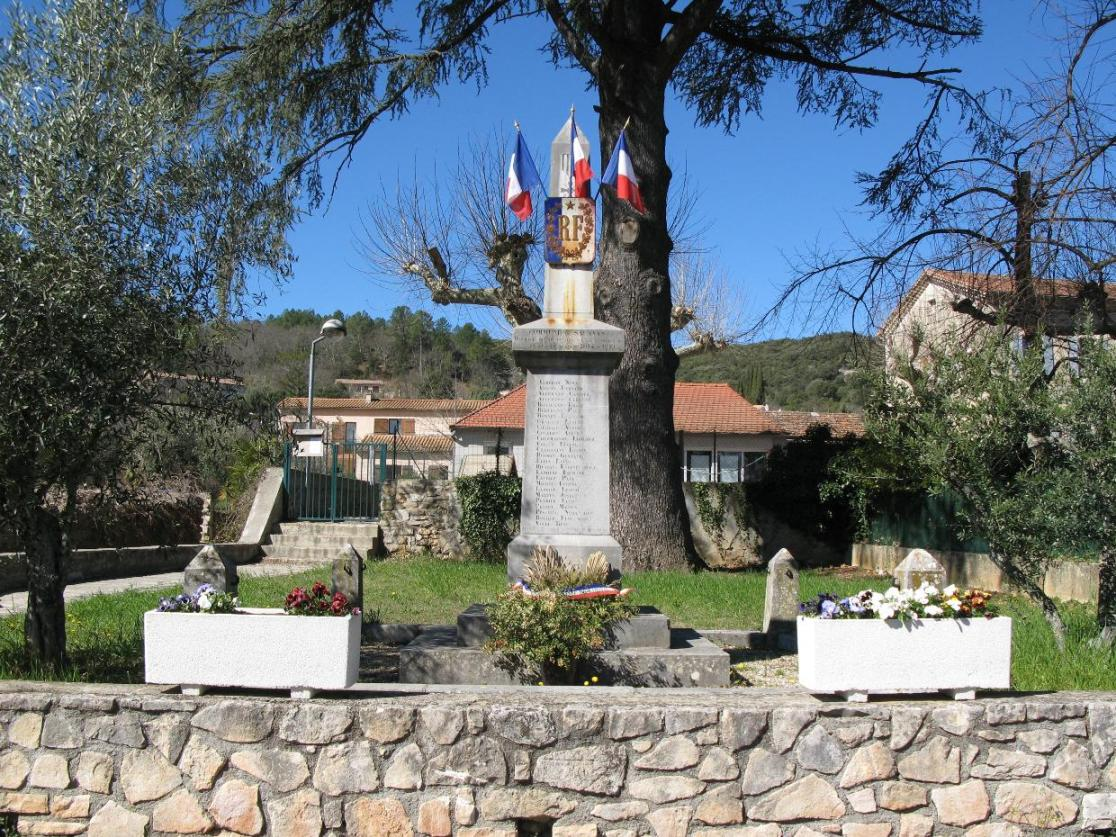
Salavas
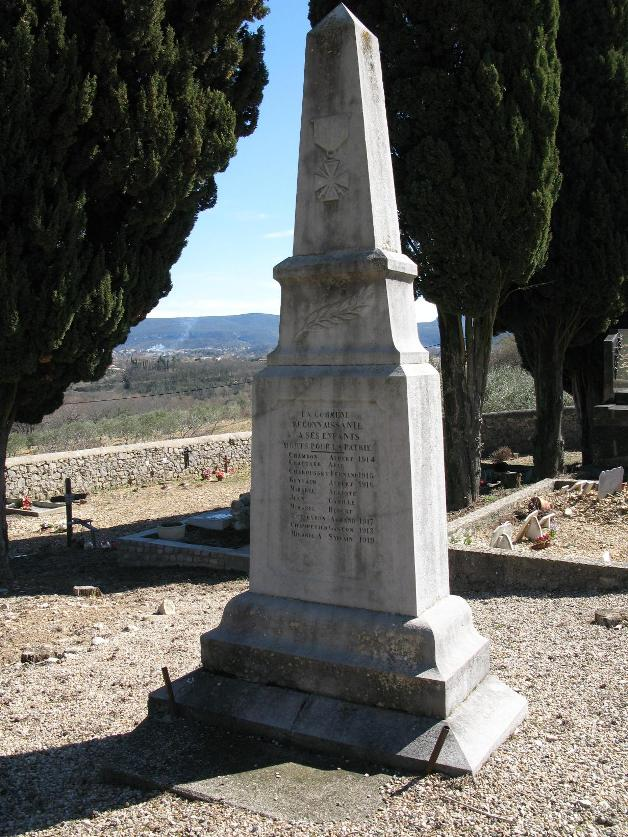
Sampzon
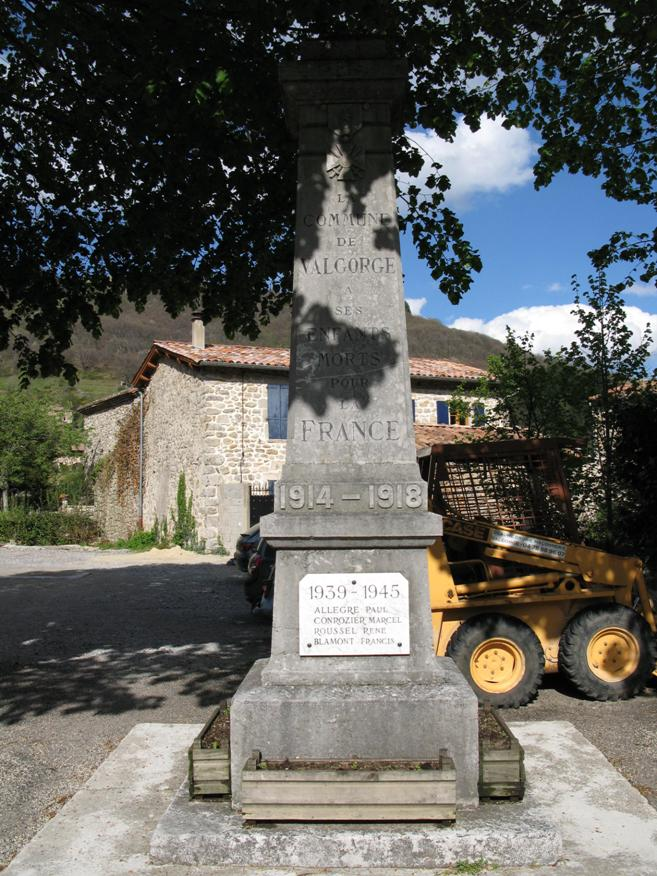
Valgorge

### Monuments surmontés d'un Poilu

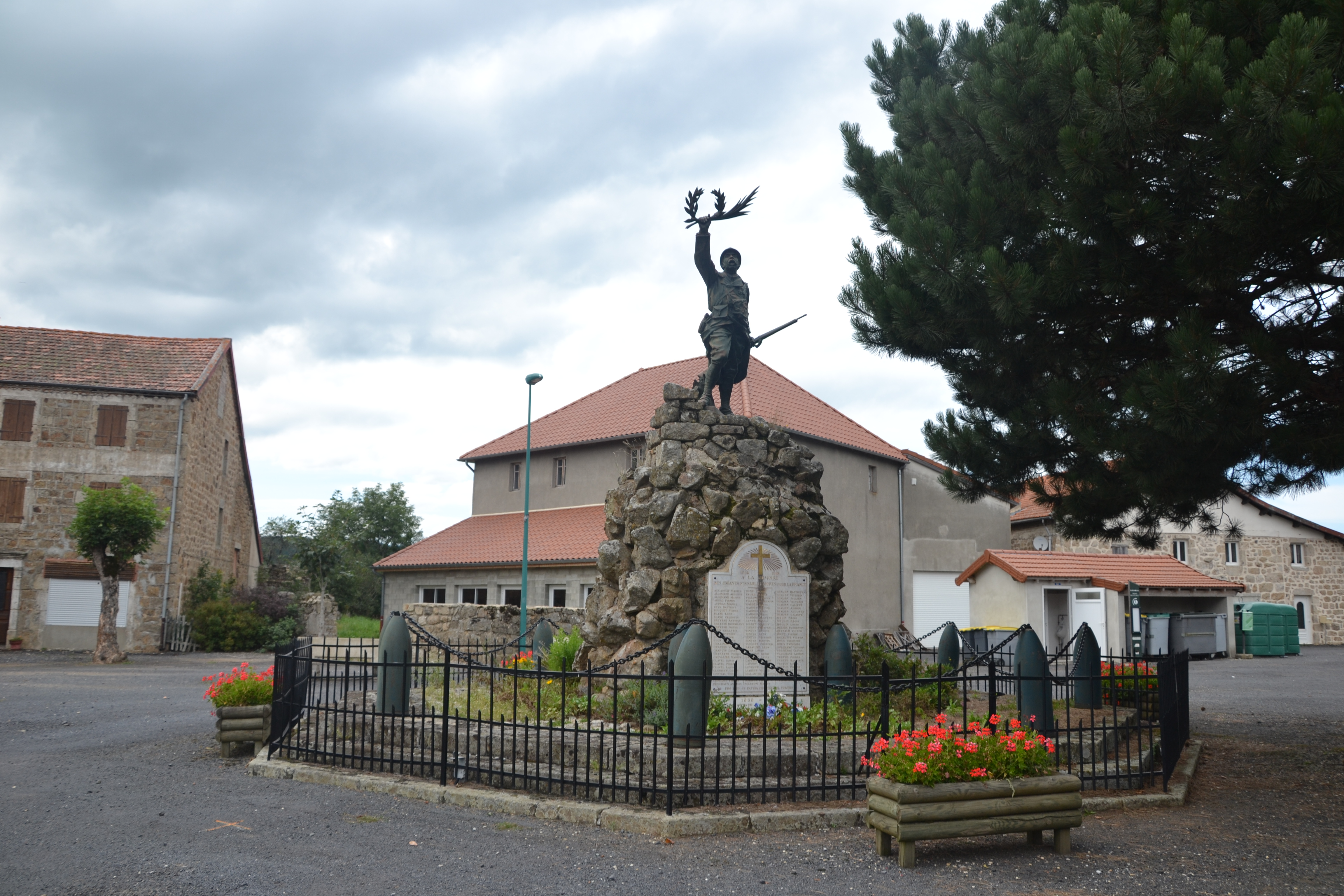
Le Poilu victorieux à Issarlès.
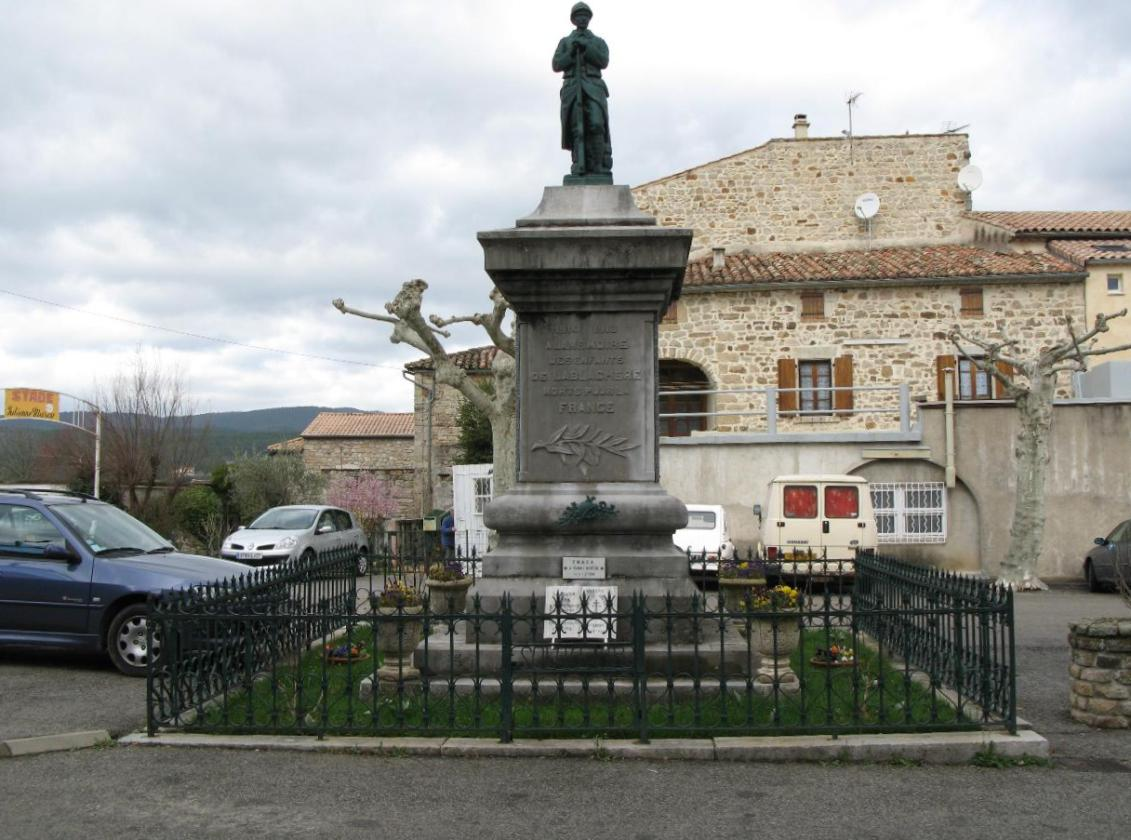
Poilu au repos à Lablachère.
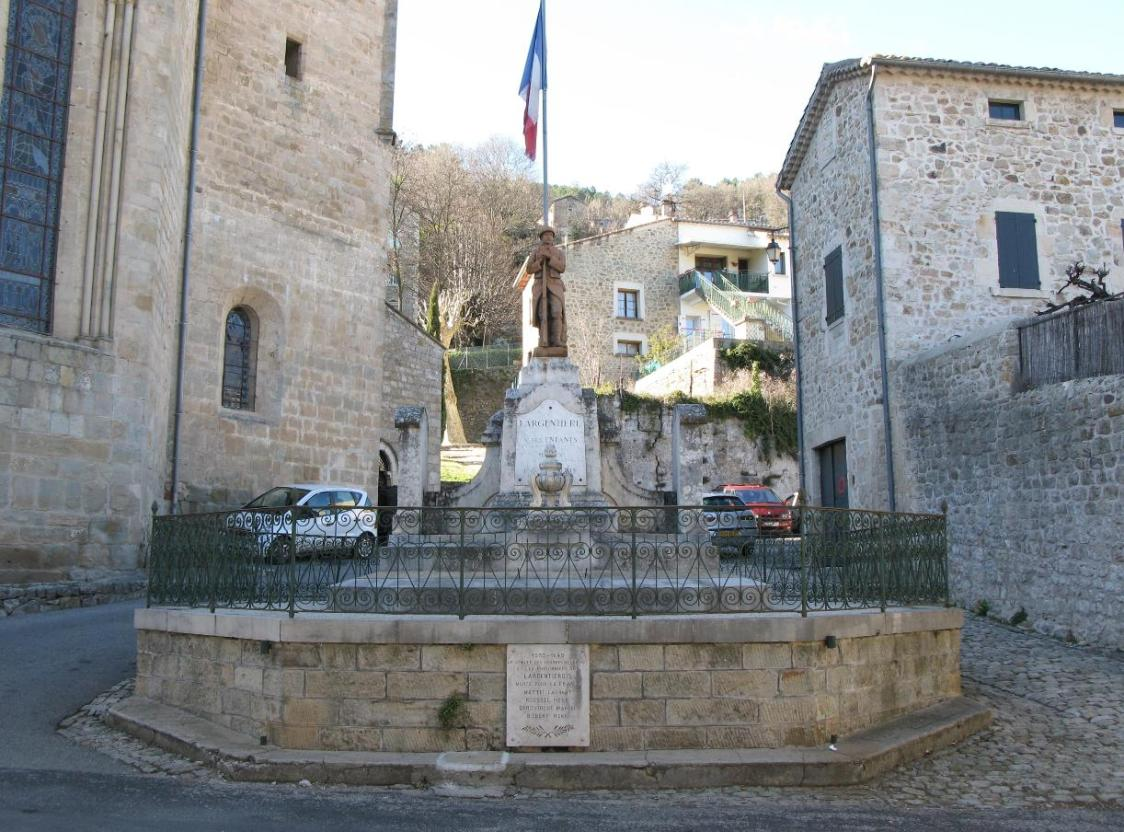
Poilu au repos à Largentière.
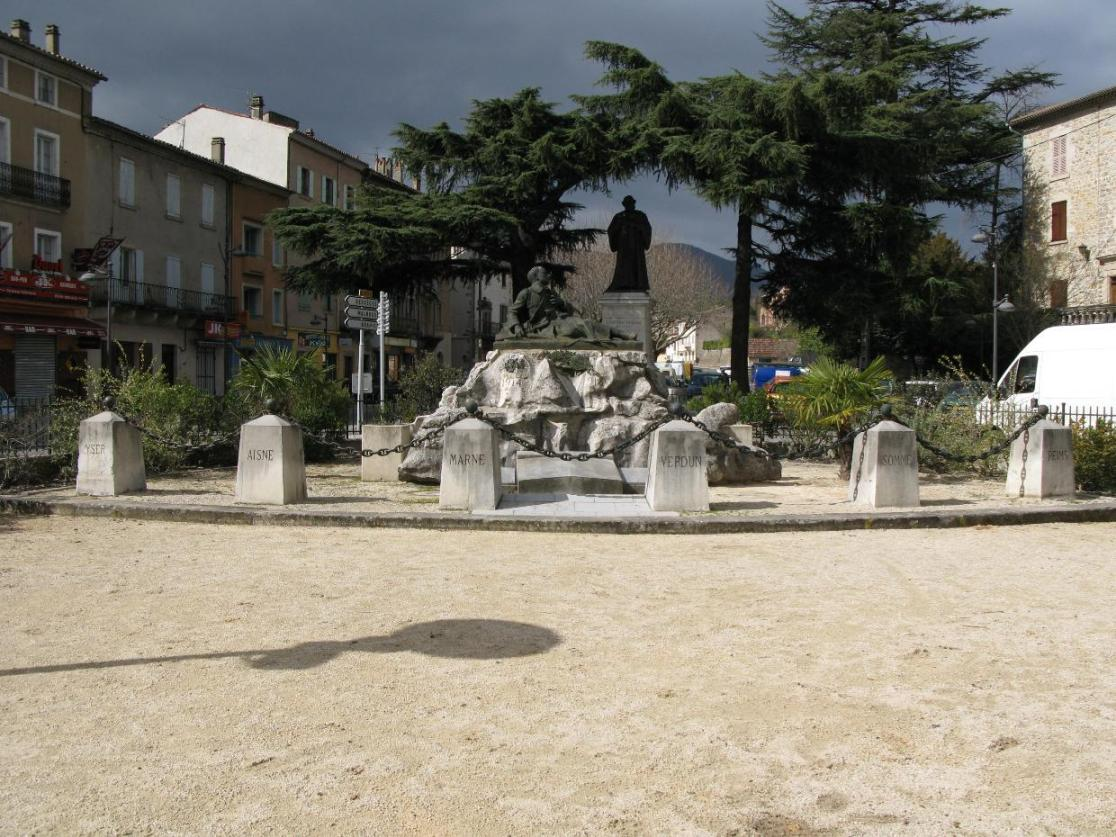
Poilu mourant aux Vans.

### Monuments avec poilu sculpté

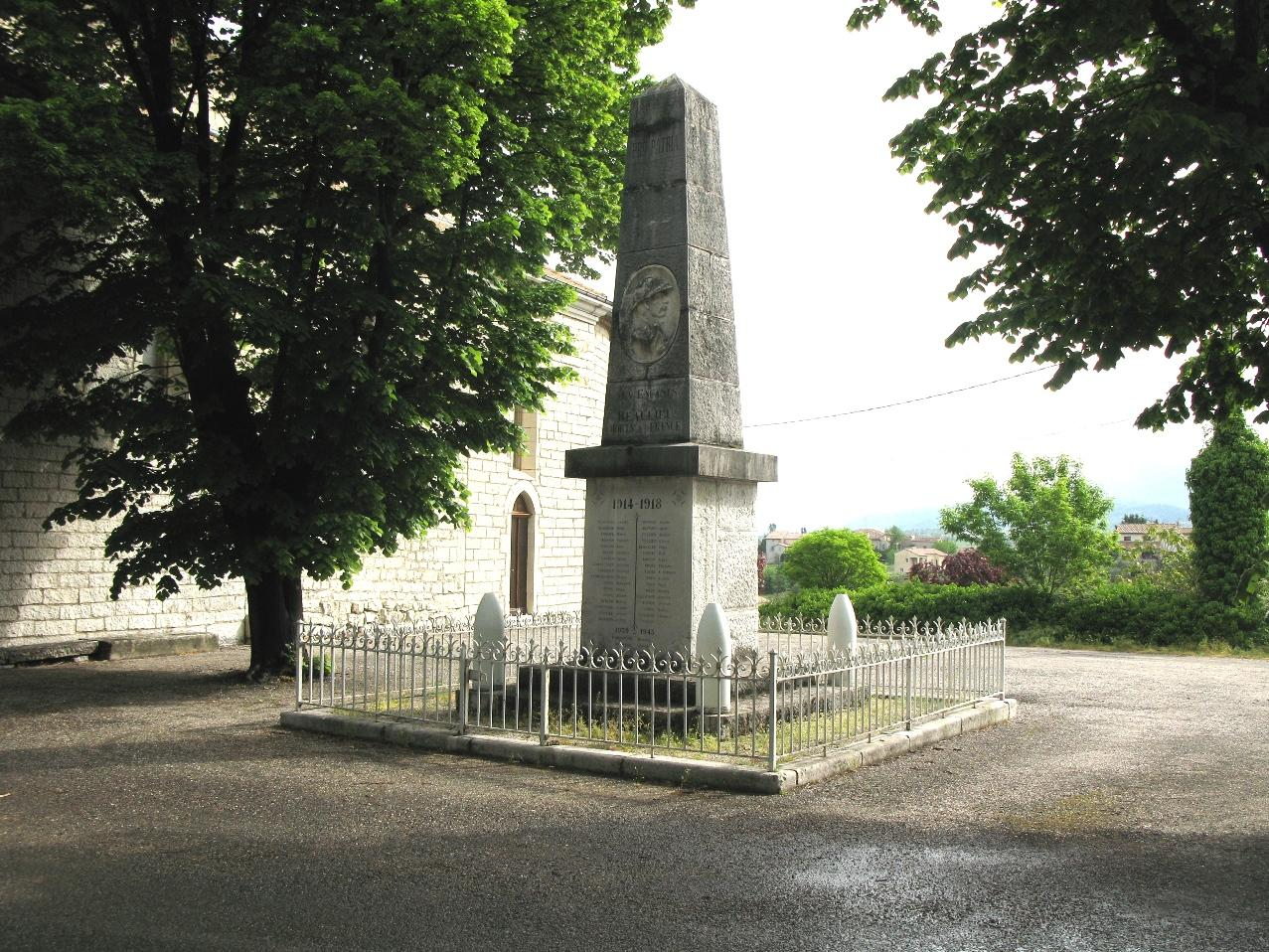
Beaulieu
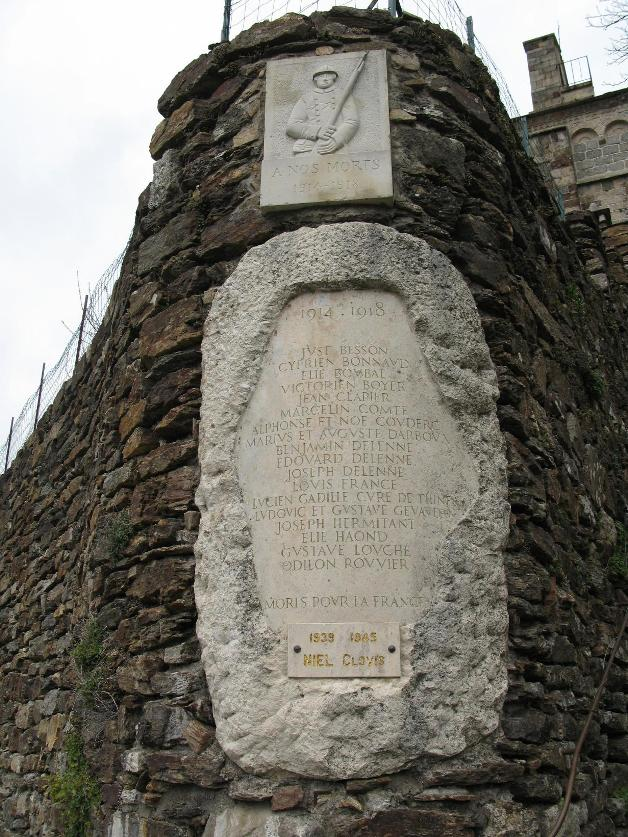
Thines (Malarce-sur-la-Thines
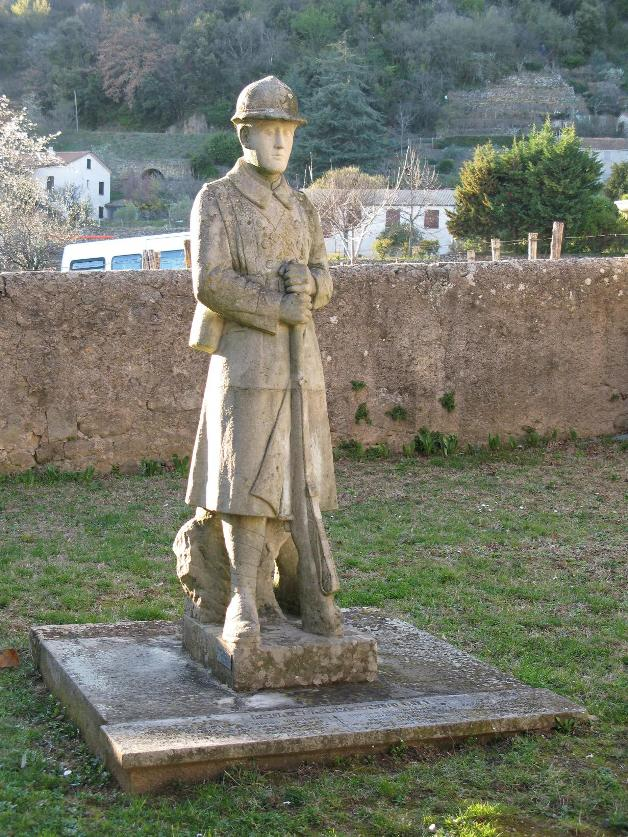
Ribes

### Monuments surmontés d'une urne

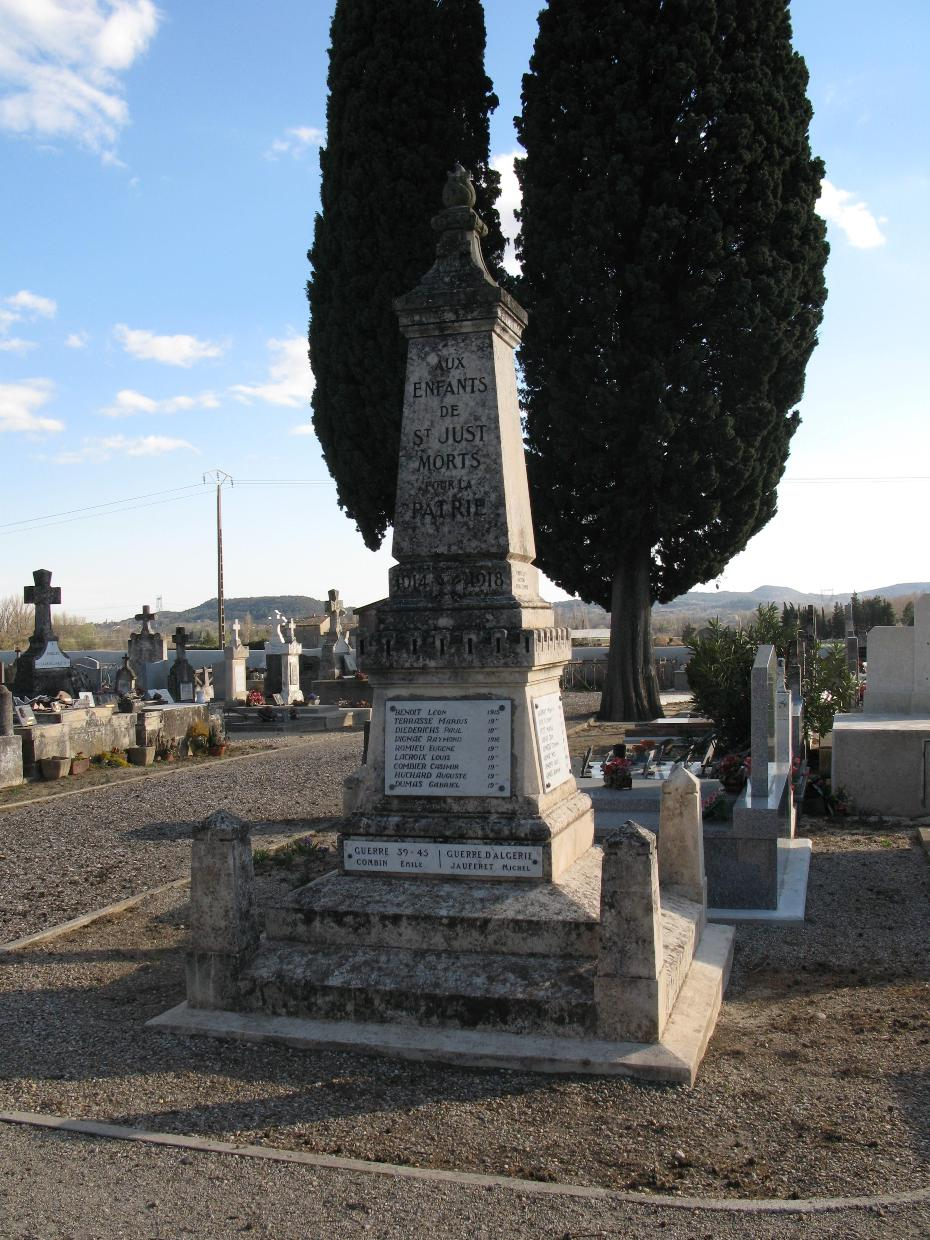
Saint-Just-d'Ardèche
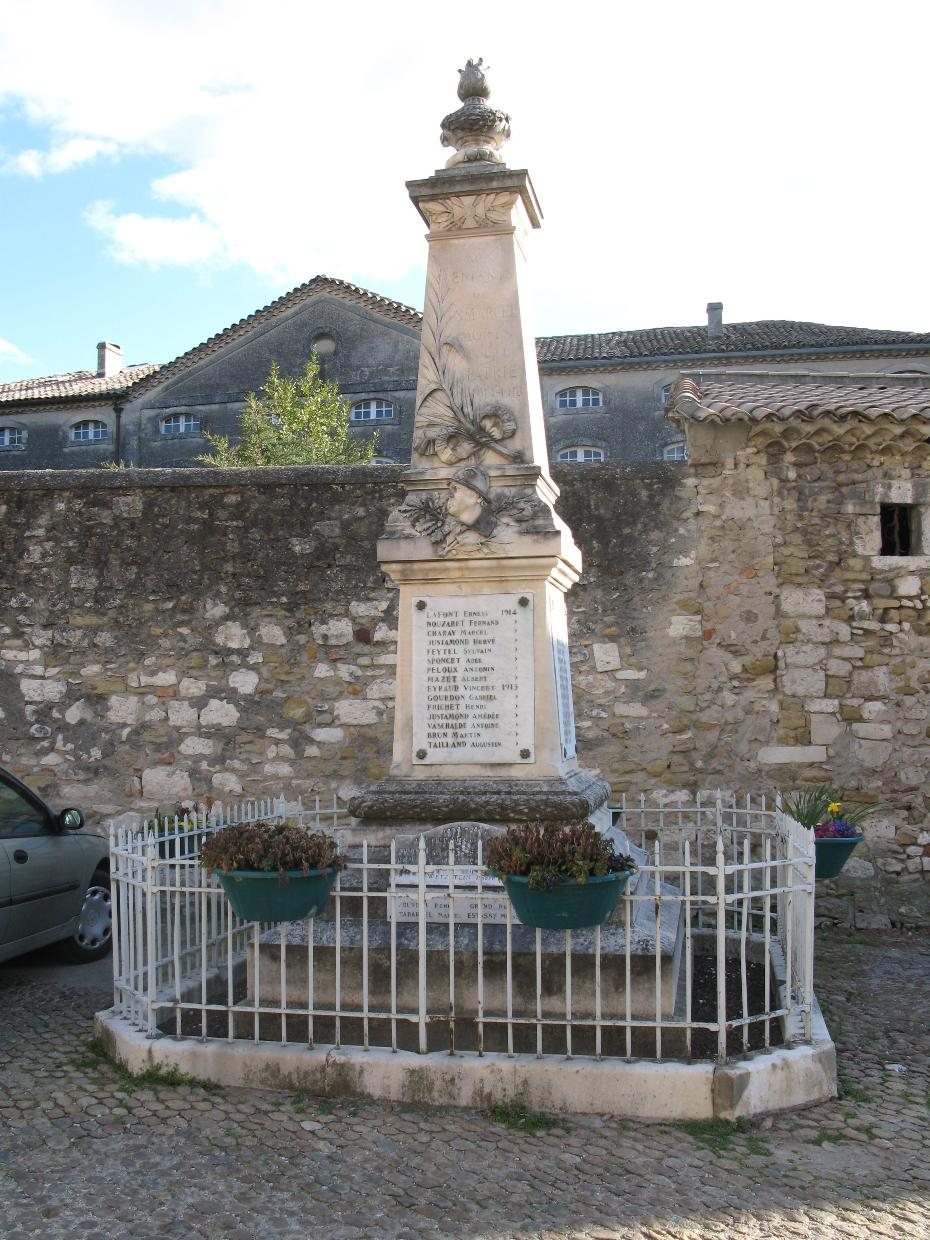
Saint-Marcel-d'Ardèche
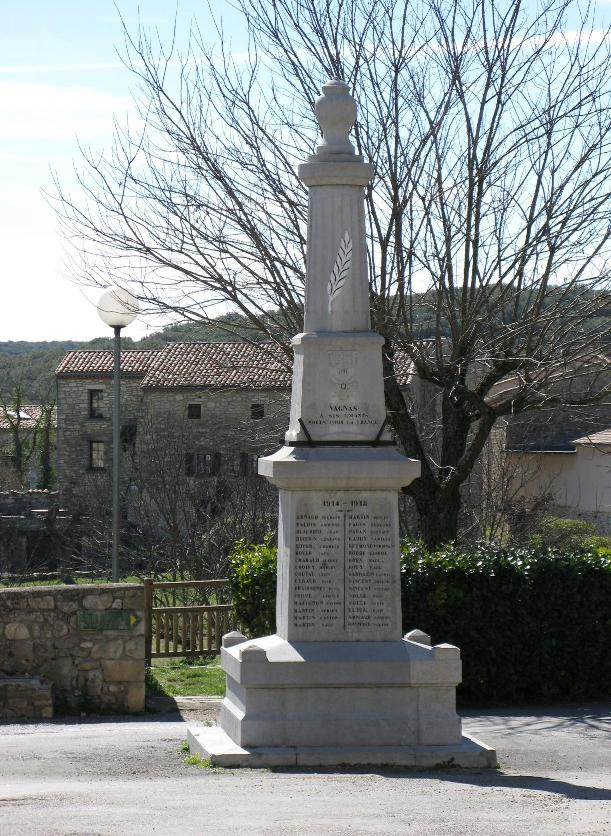
Vagnas
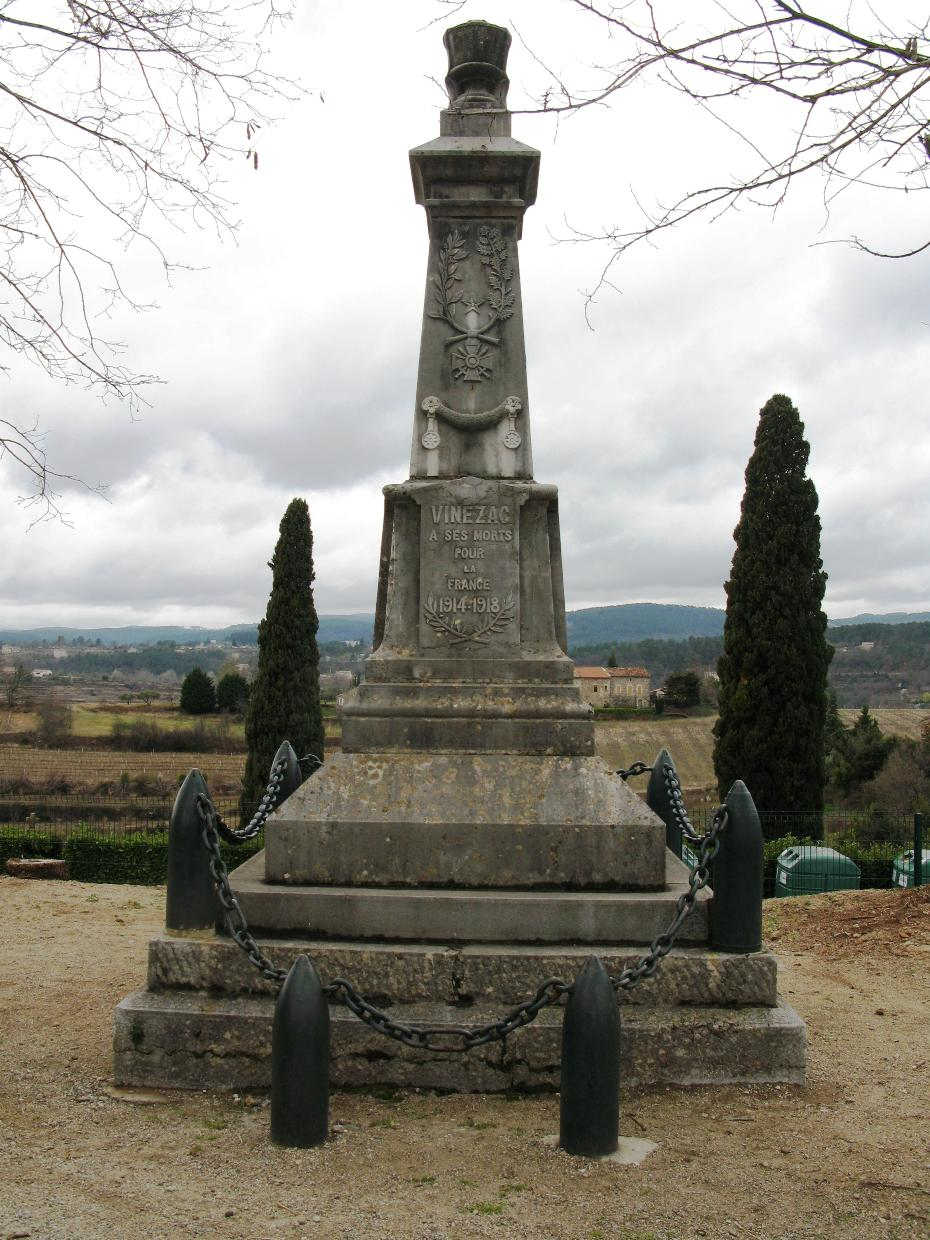
Vinezac

### Monuments avec palmes

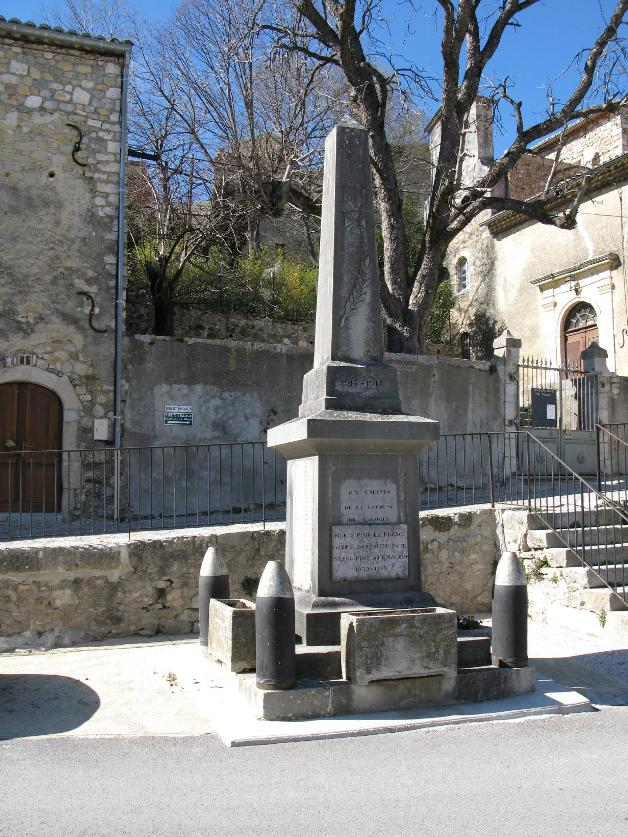
Lagorce
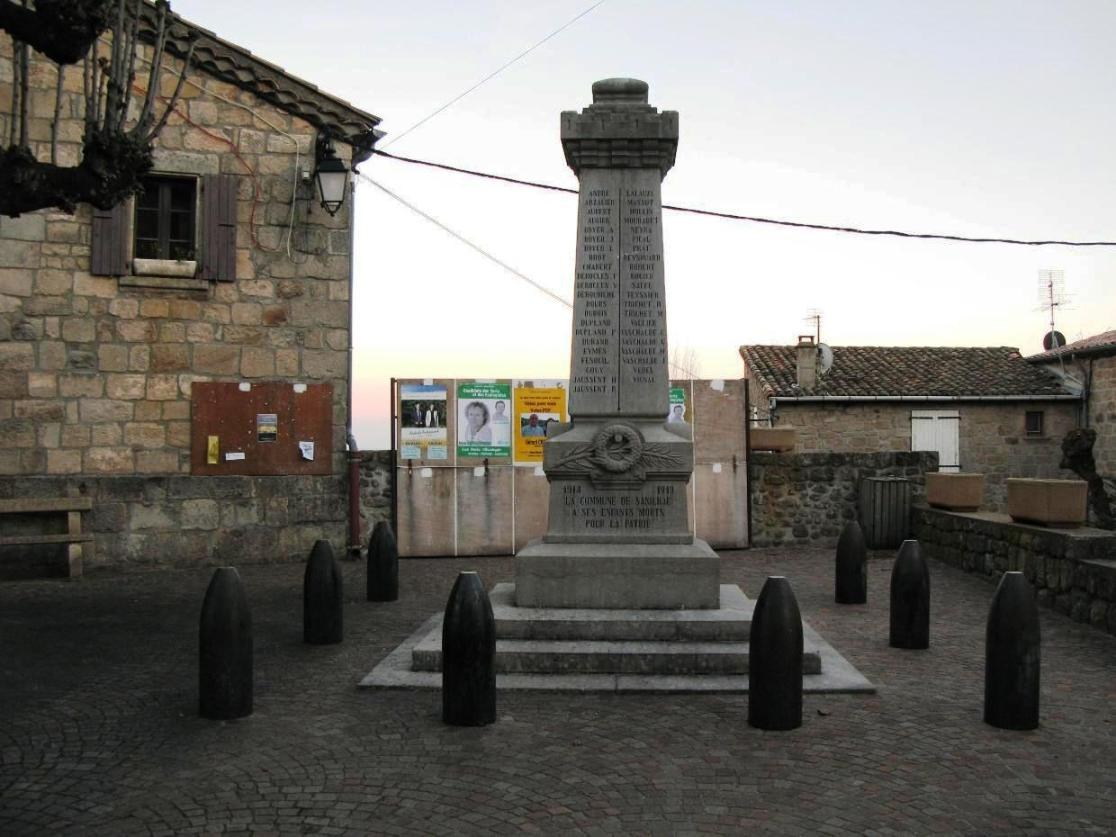
Sanilhac

### Monuments d'inspiration pacifiste

Joyeuse

### Obélisque simples

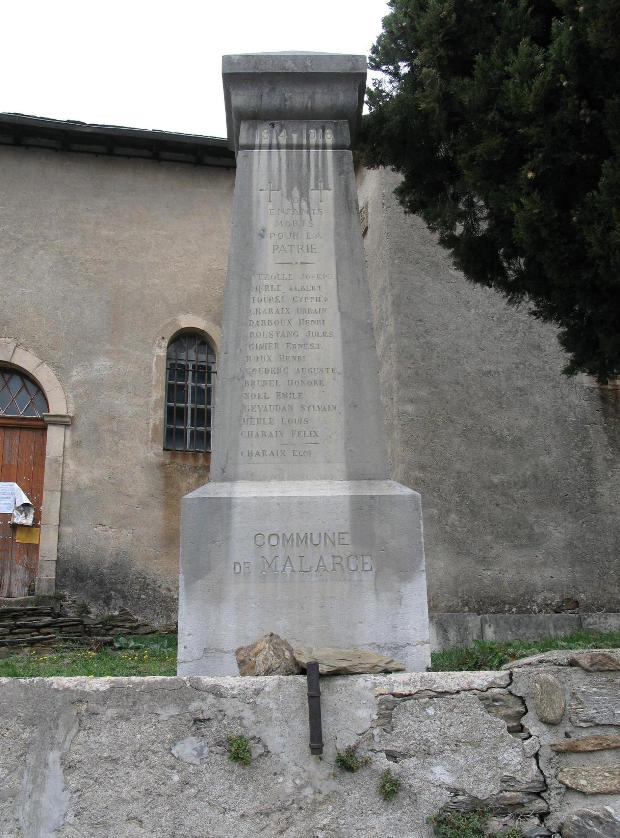
Malarce-sur-la-Thines
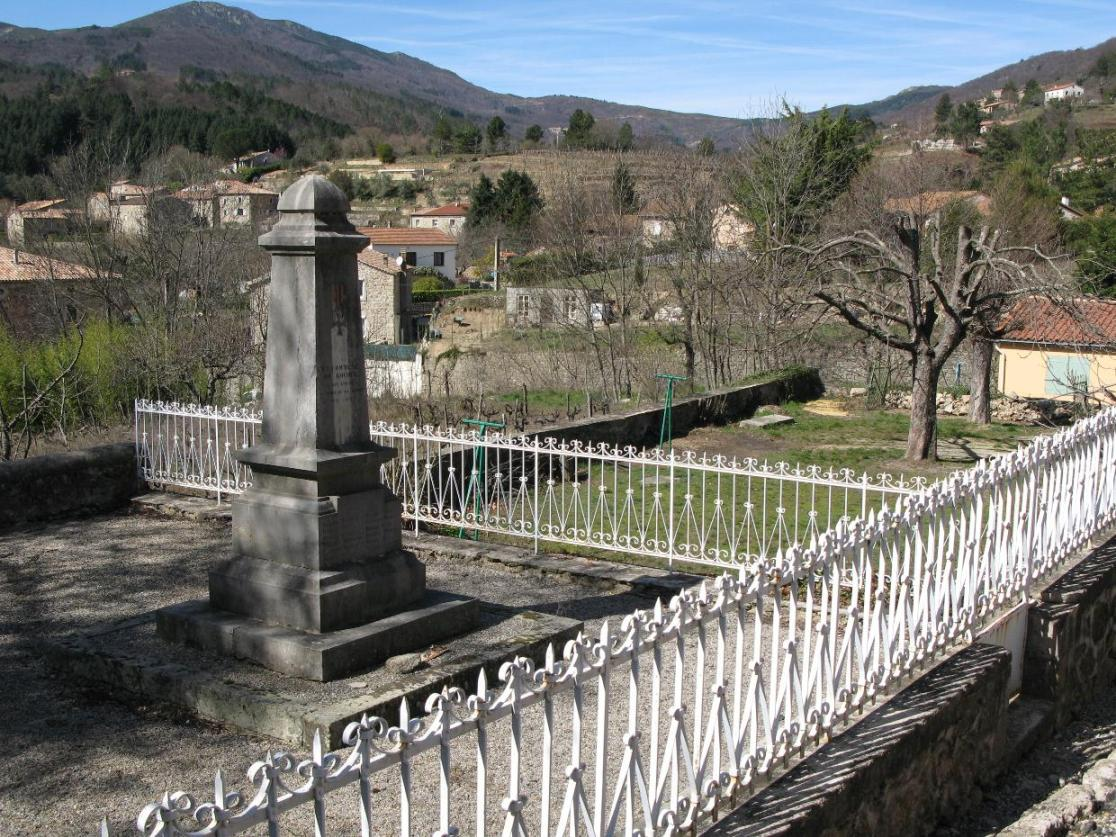
Rocher

### Plaques commémoratives

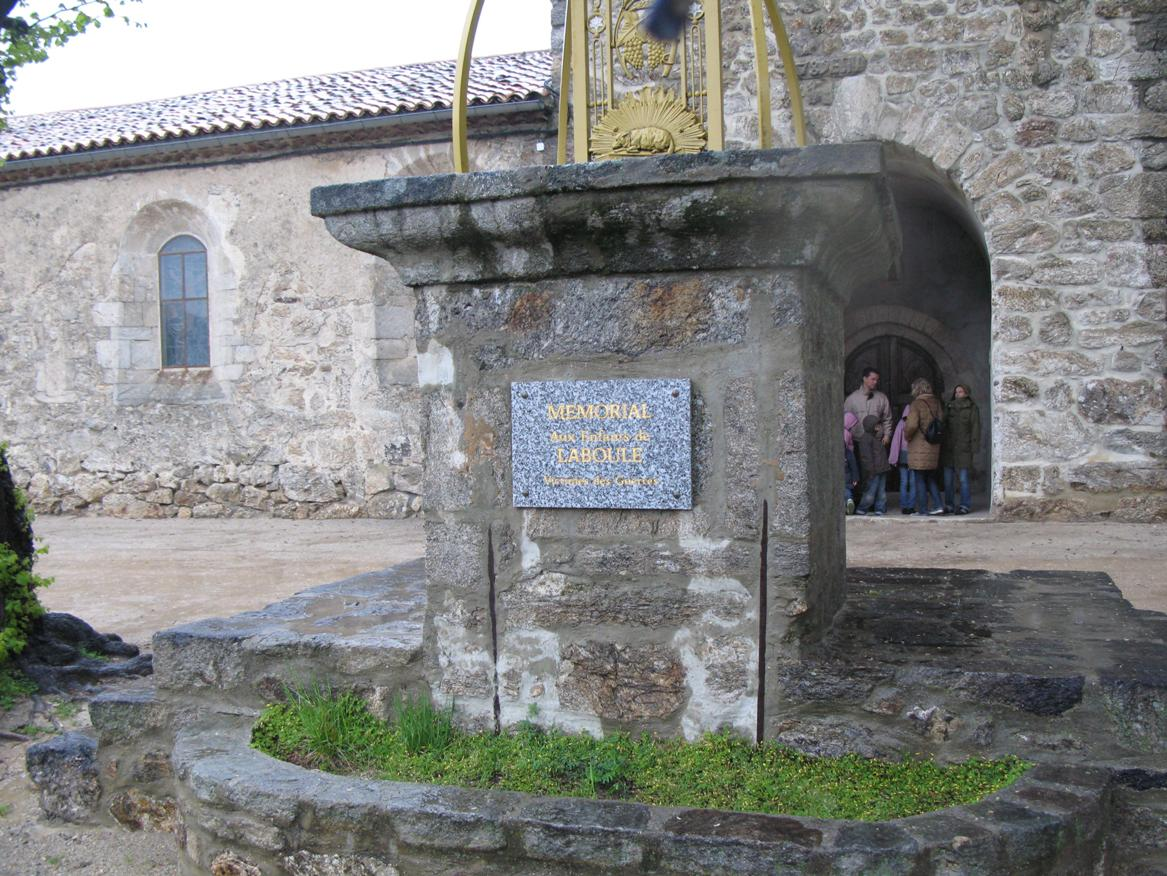
Laboule
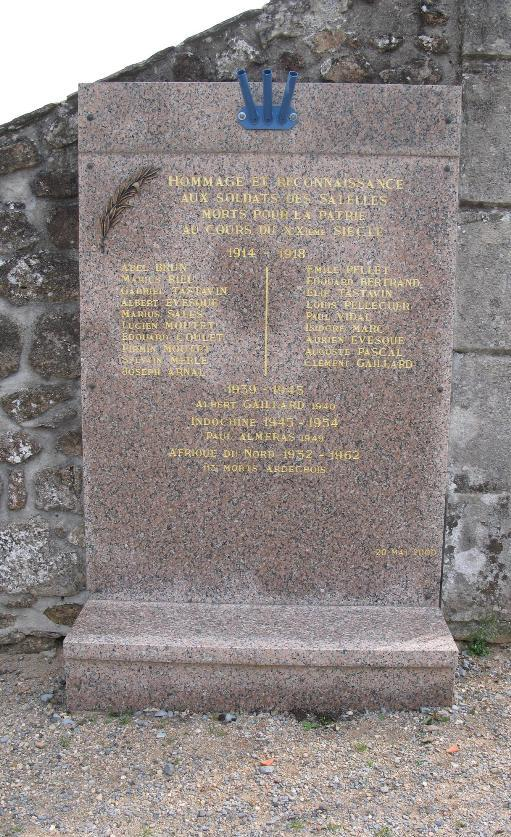
Les Salelles
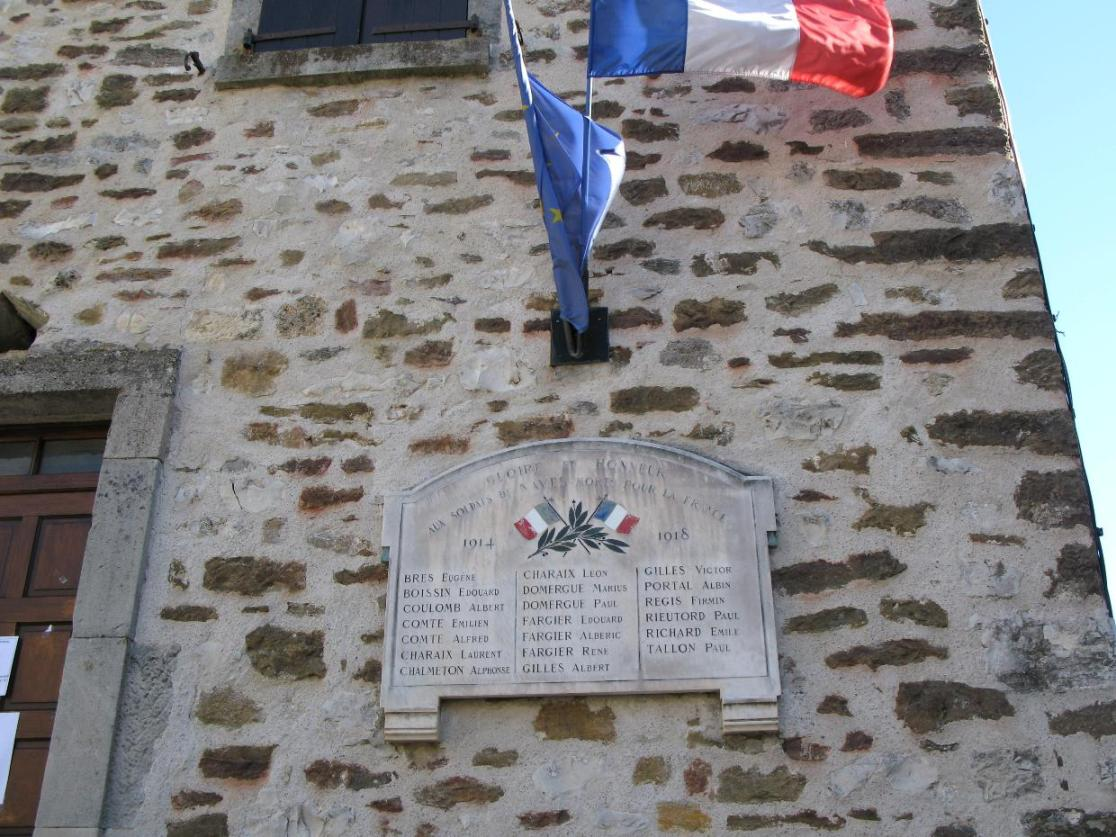
Naves (Les Vans)
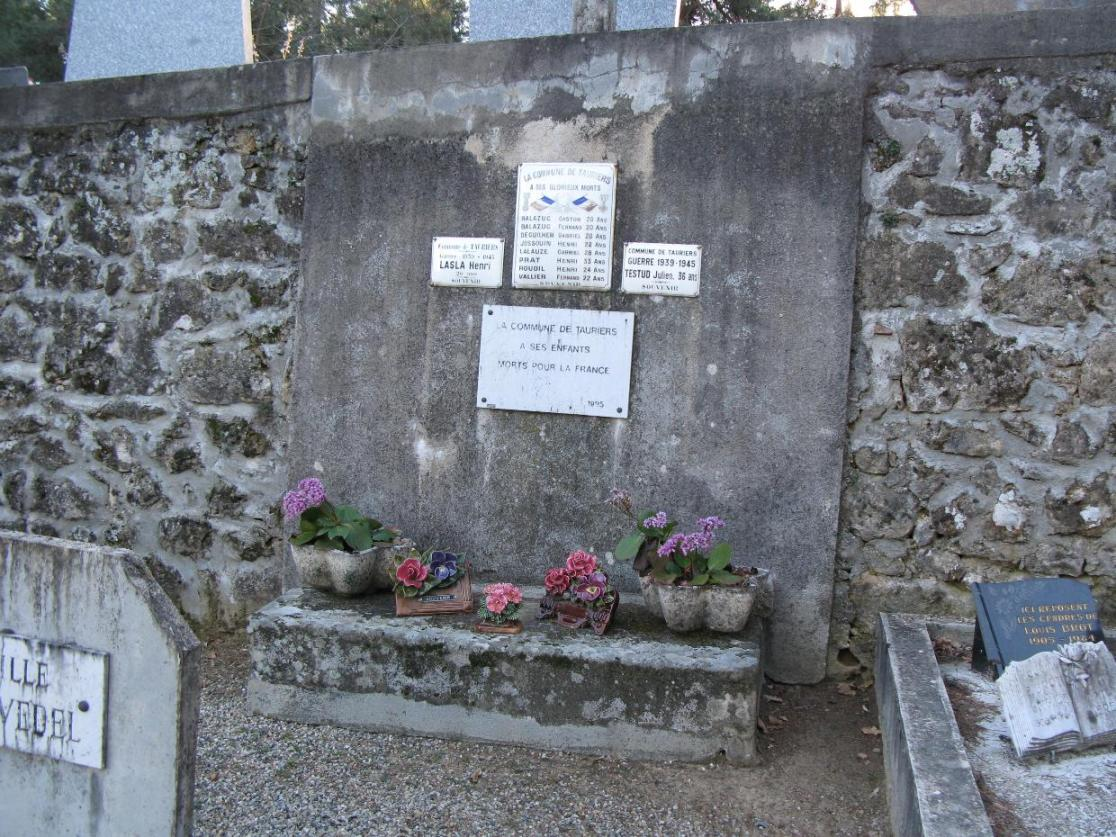
Tauriers
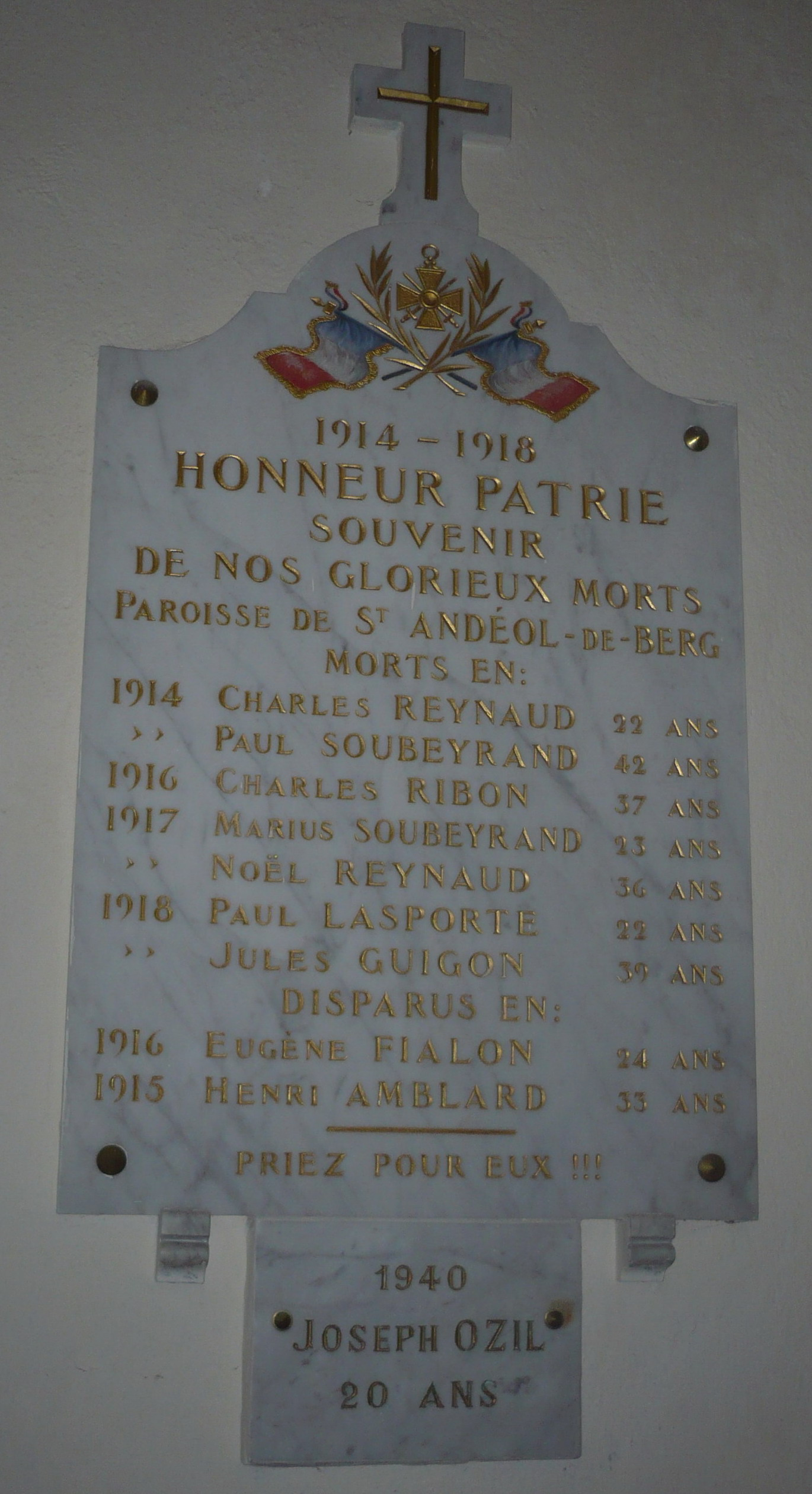
Église de Saint-Andéol-de-Berg
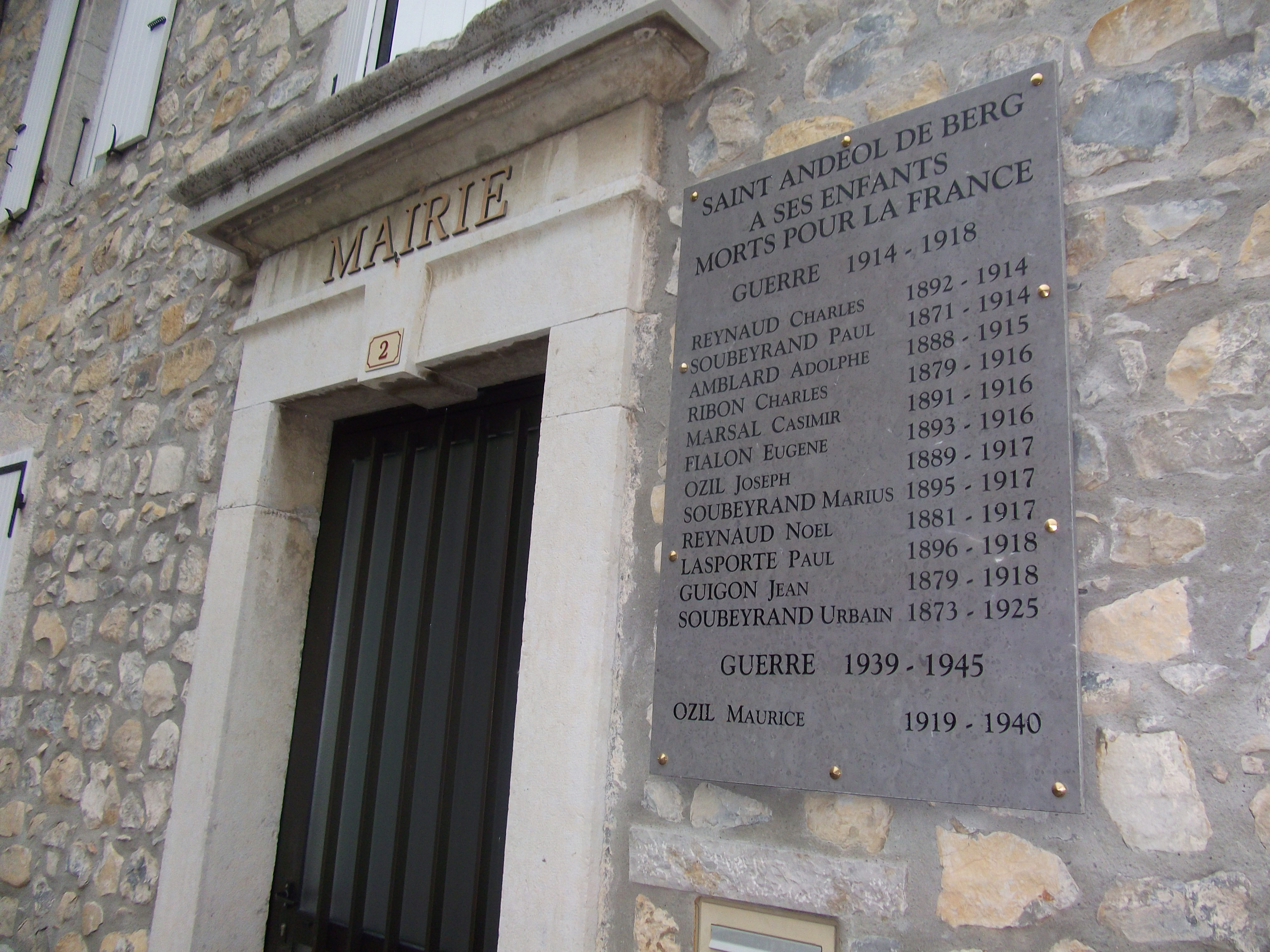
Mairie de Saint-Andéol-de-Berg

### Stèles

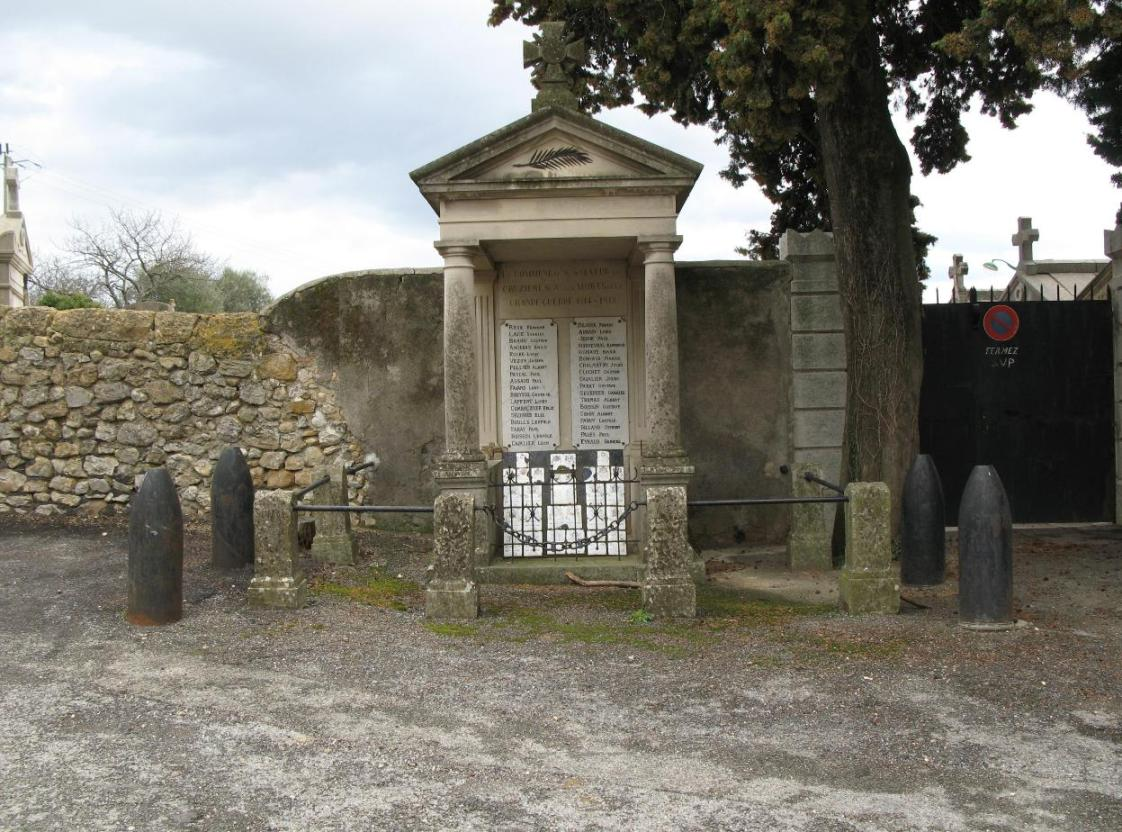
Saint-Sauveur-de-Cruzières